# Cartorhynchus
Cartorhynchus (wat 'verkorte snuit' betekent) is een geslacht van uitgestorven vroege ichthyosauriforme zeereptielen, dat leefde tijdens het Vroeg-Trias, ongeveer 248 miljoen jaar geleden. Het geslacht bevat als enige soort Cartorhynchus lenticarpus, benoemd in 2014 door Ryosuke Motani en collega's op basis van een enkel bijna compleet skelet, gevonden in de buurt van Chaohu, provincie Anhui in China. Samen met zijn naaste verwant Sclerocormus maakte Cartorhynchus deel uit van een diversificatie van mariene reptielen die plotseling optrad (gedurende niet meer dan een miljoen jaar) tijdens het Spathien substadium, kort na het verwoestende uitsterven van het Perm-Trias, maar ze stierven vervolgens uit door vulkanisme en zeespiegelveranderingen tijdens het Midden-Trias.
Met een lengte van ongeveer veertig centimeter was Cartorhynchus een klein dier met een hagedisachtig lichaam en een korte romp, dat waarschijnlijk zwom op een palingachtige manier met lage snelheden. Zijn ledematen droegen uitgebreid kraakbeen en konden sterk buigen ondanks dat ze gebouwd waren als vinnen, waardoor hij waarschijnlijk op het land kon lopen. De meest onderscheidende kenmerken van Cartorhynchus waren zijn korte, vernauwde snuit en zijn meerdere rijen kiesachtige tanden die aan de binnenkant van zijn kaakbeenderen groeiden. Deze tanden werden pas ontdekt toen het specimen werd onderworpen aan CT-scans. Cartorhynchus jaagde waarschijnlijk op ongewervelde dieren met een harde schaal, met behulp van zuigvoeding, hoewel het nog niet bekend is hoe hij precies zijn naar binnen gerichte tanden gebruikte.

## Ontdekking en naamgeving
In 2011 werd het enige bekende specimen van Cartorhynchus ontdekt in beenderbed 633 uit het tweede niveau van de Majiashan-steengroeve nabij het centrum van Chaohu in de provincie Anhui. De rotslagen in deze steengroeve behoren tot de bovenste afzetting van de Nanlinghu-formatie. Het specimen bestaat uit een bijna compleet skelet dat slechts een deel van de staart mist en enkele botten van het linkerdeel van de achterste schedel. De bewaring van het specimen was waarschijnlijk het gevolg van het feit dat het met de goede kant naar beneden in het sediment was afgezet, waardoor de linkerkant aan de elementen werd blootgesteld. Het kreeg veldnummer MT-II en later exemplaarnummer AGB 6257 in het Anhui Geological Museum.
In 2014 werd het specimen door Ryosuke Motani en collega's in Nature beschreven als vertegenwoordiger van het nieuwe geslacht en soort Cartorhynchus lenticarpus. Ze leidden de geslachtsnaam Cartorhynchus af van de Griekse woorden kartos (καρτός, 'verkort') en rhynchos (ῥύγχος, 'snuit'), en de soortaanduiding lenticarpus van de Latijnse woorden lentus ('flexibel') en carpus ('pols'). Beide namen verwijzen naar anatomische kenmerken die hij in het leven zou hebben gehad. Men dacht dat het specimen tandeloos was totdat een losse tand werd ontdekt tijdens verdere pogingen om steen tussen de gesloten kaken te verwijderen. Omdat het specimen te kwetsbaar was om de binnenkant van de kaken bloot te leggen, hebben Jian-Dong Huang, Motani en andere collega's het specimen vervolgens gescand en in 3D weergegeven met behulp van microcomputertomografie (micro-CT), uitgevoerd door de Yinghua Testing Company in Shanghai. In 2020 werden de resultaten van hun vervolgwerk gepubliceerd in Scientific Reports.

## Beschrijving

Groottevergelijking met een mensenhand

Ten tijde van zijn ontdekking was Cartorhynchus het kleinste bekende lid van de Ichthyosauriformes. Het bewaarde specimen had een lengte van 21,4 centimeter. Ervan uitgaande dat de staartverhoudingen vergelijkbaar waren met die van naaste verwanten, schatten Motani en collega's een volledige lichaamslengte van veertig centimeter en een gewicht van twee kilogram. In 2021 kwamen Sander en collega's met een veel lagere gewichtsschatting van 237 gram.

### Schedel
Cartorhynchus had een ongewoon korte en ingesnoerde snuit, die slechts de helft van de lengte van de schedel besloeg, en een hoge kaak. De punt van de snuit was slechts zes millimeter breed. In tegenstelling tot de meeste reptielen bereikte het neusbeen de voorkant van de snuit. Vanwege de eveneens langgerekte premaxilla bevonden de benige neusgaten zich relatief ver naar achteren op de schedel, en het voorhoofdsbeen miste ook een verbreding aan de achterste buitenste hoek. Al deze kenmerken werden gedeeld met zijn naaste verwant Sclerocormus. In tegenstelling tot de laatste droeg het voorhoofdsbeen echter niet bij aan de oogkas bij Cartorhynchus; de prefrontale en postfrontale botten kwamen niet samen boven de oogkas en de locatie van het grote gat van het foramen pineale op het schedeldak verschilde: het lag bij het contact tussen de frontale en pariëtale botten bij Sclerocormus, maar alleen op de pariëtalia bij Cartorhynchus. Cartorhynchus had ook een kenmerkend groot tongbeen.

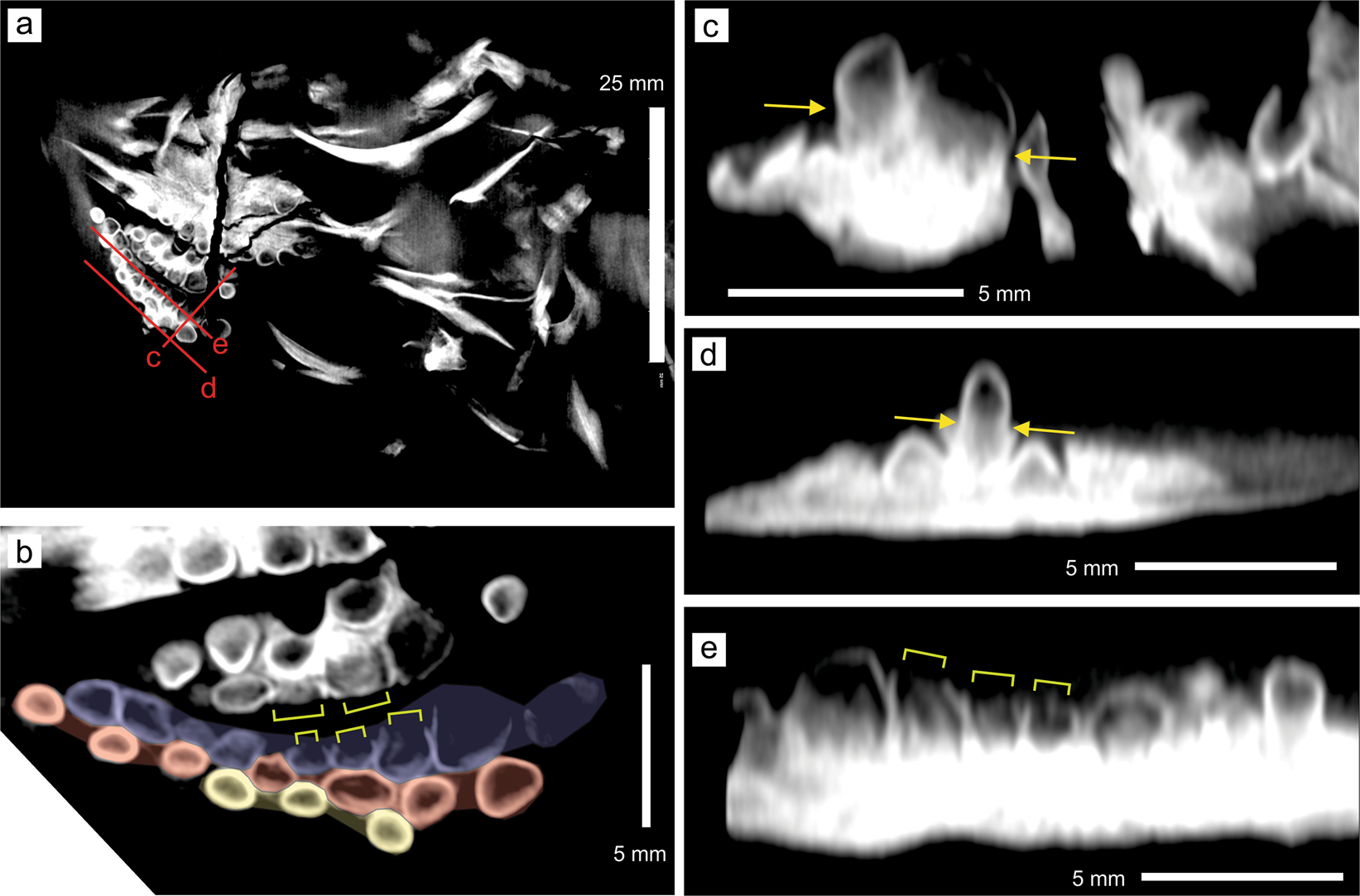
CAT-scans van de schedel en tanden

Aanvankelijk concludeerden Motani en collega's dat Cartorhynchus tandeloos was, maar micro-CT-scans onthulden vervolgens echter de aanwezigheid van afgeronde, kiesachtige tanden die bijna loodrecht op de lengteas van de kaak naar binnen uitstaken, waardoor ze van buitenaf onzichtbaar werden. Alle tanden waren volledig afgeplat of zwak puntig en veel tanden hadden een vernauwing tussen de wortel en de kroon. In tegenstelling tot andere ichthyosauriformen met molariforme tanden, waren alle tandkronen in dezelfde mate 'gezwollen'. Op het bovenkaaksbeen en dentarium (onderkaaksbeen) waren de tanden in drie rijen gerangschikt, waarbij de buitenste rij de meeste en grootste tanden had; de maxillae hadden per rij elk zeven, vijf en waarschijnlijk één tand, terwijl de dentaria elk tien, zeven en vier tanden in de drie rijen hadden. Onder ichthyosauriformen hebben alleen Cartorhynchus en Xinminosaurus meerdere rijen tanden. Door de plaatsing van de tanden zouden de voorste ondertanden geen overeenkomstige boventand hebben gehad, en ook zouden de twee dentaria die de onderkaak vormen, niet stevig met elkaar vergroeid kunnen zijn. Dit kenmerk zou zijn gedeeld met zijn naaste verwanten, de tandeloze hupehsuchiërs.

### Postcraniaal skelet
Cartorhynchus lijkt vijf nekwervels en zesentwintig ruggenwervels te hebben gehad, voor een totaal van eenendertig pre-sacrale wervels (wervels voor het heiligbeen of heup). Samen met Sclerocormus (met vierendertig pre-sacralen) en Chaohusaurus (met zesendertig pre-sacralen), valt Cartorhynchus binnen het typische bereik voor landdieren, in tegenstelling tot de veertig tot tachtig pre-sacralen die gebruikelijk zijn bij de meer afgeleide (gespecialiseerde) Ichthyopterygia. In tegenstelling tot Sclerocormus waren de doornuitsteeksels die uit de bovenkant van de wervels bij Cartorhynchus staken relatief smal en hellend in plaats van breed en geflensd. Cartorhynchus kan ook worden onderscheiden door zijn parapophysen, vertebrale uitsteeksels die articuleren met de ribben; hun voorste randen waren samenvloeiend met die van de wervels.
Zowel Cartorhynchus als Sclerocormus hadden zwaar gebouwde ribbenkasten, die het diepst waren bij de schouder, met brede, afgeplatte en dikwandige ribben, zoals vaak wordt gezien bij vroege leden van secundair-aquatische reptielenlijnen. De Ichthyopterygia verloren deze afgeplatte ribben, met uitzondering van Mollesaurus. Aan de onderkant van de borst waren de gastralia van Cartorhynchus dun en staafachtig, in tegenstelling tot de afgeplatte 'korf' van Sclerocormus, maar beide misten een extra paar symmetrische elementen op de middenlijn van het lichaam.
De ledematen van Cartorhynchus waren slecht verbeend (slechts drie vingers van de hand waren verbeend) met ver uit elkaar geplaatste botten, met name tussen de polsbeenderen en de vingers, wat wijst op de aanwezigheid van uitgebreid kraakbeen in de ledematen. Dit zou de ledematen flipperachtig hebben gemaakt. De voorpootvinnen van Cartorhynchus waren naar achteren gebogen, waarbij de vingers vijftig graden waren gekanteld ten opzichte van de as van de lange botten (zeugopodium), terwijl de achterpoten naar voren waren gebogen. Het dijbeen van Cartorhynchus was recht en aan de onderkant niet verbreed. Sclerocormus had vergelijkbare ledematen, behalve dat ze beter verbeend waren en dat hun bewaarde kromming misschien niet natuurlijk was maar het gevolg van de fossilisering.

## Fylogenie
Het ontbreken van complete fossiele resten heeft geresulteerd in een gebrek aan duidelijkheid over de oorsprong van de Ichthyopterygia, inclusief de ichthyosauriërs. Jarenlang werd aangenomen dat hun fossielen abrupt waren verschenen in het Midden-Trias met al sterke aquatische aanpassingen. De ontdekking van Cartorhynchus en Sclerocormus vulde deze leemte gedeeltelijk op. Fylogenetische analyses uitgevoerd door Motani en collega's ontdekten dat de twee nauw verwant waren aan elkaar - ze vormden de clade Nasorostra - en aan de Ichthyopterygia, waarvan nasorostraïden de zustergroep vormden. Cartorhynchus en Sclerocormus waren verenigd door hun korte snuit, langwerpige neus, hoge kaken, voorhoofdsbeenderen zonder verbredingen, ribbenkasten die het diepst bij de schouder waren en schouderbladen die aan de onderkant breder waren dan aan de bovenkant.
Het opnemen van nasorostraïden in fylogenetische analyses leverde ook bewijs op ter ondersteuning van de hupehsuchiërs als naaste verwanten van de ichthyopterygiërs. In 2014 noemden Motani en collega's de clade, gevormd door Nasorostra en Ichthyopterygia, de Ichthyosauriformes, en de clade gevormd door Ichthyosauriformes en Hupehsuchia, de Ichthyosauromorpha. Met name werd een nauwe verwantschap tussen deze verschillende groepen aangetroffen door hun analyses, ongeacht of kenmerken die verband houden met aquatische aanpassingen uit de analyse werden verwijderd. Dergelijke kenmerken kunnen homoplastisch zijn ontwikkeld (vanuit convergente evolutie) tussen meerdere afstammingslijnen als gevolg van vergelijkbare levensstijlen, die fylogenetische analyses kunnen vertekenen door ze foutief te reconstrueren als homologieën (afgeleid van gedeelde voorouders). Echter, de persistentie van deze gereconstrueerde verwantschappen, zelfs na het verwijderen van aquatische kenmerken, wijst op hun robuustheid.
Hieronder is de fylogenetische boom uit de fylogenetische analyse gepubliceerd door Huang, Motani en collega's in 2019, in de beschrijving van Chaohusaurus brevifemoralis, gedeeltelijk gereproduceerd. 
|  | Sclerocormus                  |
|  |                               |
|  | Cartorhynchus — Platte tanden |
|  |                               |

|  | Chaohusaurus geishanensis — Afgeronde tanden                                                                                     |
|  | |
|  | Chaohusaurus zhangjiawanensis |
|  | |
|  | \| \| Chaohusaurus brevifemoralis — Afgeronde tanden \| \| \| \| \| \| Chaohusaurus chaoxianensis — Afgeronde tanden \| \| \| \| |
|  | |
|  | Chaohusaurus brevifemoralis — Afgeronde tanden                                                                                   |
|  | |
|  | Chaohusaurus chaoxianensis — Afgeronde tanden                                                                                    |
|  | |

|  | Chaohusaurus brevifemoralis — Afgeronde tanden |
|  |                                                |
|  | Chaohusaurus chaoxianensis — Afgeronde tanden  |
|  |                                                |

|  | Utatsusaurus — Conische tanden                                                               |
|  |                                                                                              |
|  | Parvinatator — Conische tanden                                                               |
|  |                                                                                              |
|  | \| \| Grippia — Afgeronde tanden \| \| \| \| \| \| Gulosaurus — Afgeronde tanden \| \| \| \| |
|  |                                                                                              |
|  | Grippia — Afgeronde tanden                                                                   |
|  |                                                                                              |
|  | Gulosaurus — Afgeronde tanden                                                                |
|  |                                                                                              |

|  | Grippia — Afgeronde tanden    |
|  |                               |
|  | Gulosaurus — Afgeronde tanden |
|  |                               |

|  | Cymbospondylus buchseri — Conische tanden |
|  |                                           |
|  | Cymbospondylus nichollsi                  |
|  |                                           |
|  | Cymbospondylus piscosus — Conische tanden |
|  |                                           |
|  | Thalattoarchon — Conische tanden          |
|  |                                           |
|  | Xinminosaurus — Platte tanden             |
|  |                                           |

|  | Mixosaurus kuhnschnyderi — Afgeronde tanden |
|  |                                             |
|  | Mixosaurus panxianensis — Afgeronde tanden  |
|  |                                             |

|  | Phalarodon atavus — Conische tanden                                                                        |
|  | |
|  | \| \| Phalarodon callawayi — Platte tanden \| \| \| \| \| \| Phalarodon fraasi — Platte tanden \| \| \| \| |
|  | |
|  | Phalarodon callawayi — Platte tanden                                                                       |
|  | |
|  | Phalarodon fraasi — Platte tanden                                                                          |
|  | |

|  | Phalarodon callawayi — Platte tanden |
|  |                                      |
|  | Phalarodon fraasi — Platte tanden    |
|  |                                      |

|  | Mixosaurus kuhnschnyderi — Afgeronde tanden |
|  |                                             |
|  | Mixosaurus panxianensis — Afgeronde tanden  |
|  |                                             |

|  | Phalarodon atavus — Conische tanden                                                                        |
|  | |
|  | \| \| Phalarodon callawayi — Platte tanden \| \| \| \| \| \| Phalarodon fraasi — Platte tanden \| \| \| \| |
|  | |
|  | Phalarodon callawayi — Platte tanden                                                                       |
|  | |
|  | Phalarodon fraasi — Platte tanden                                                                          |
|  | |

|  | Phalarodon callawayi — Platte tanden |
|  |                                      |
|  | Phalarodon fraasi — Platte tanden    |
|  |                                      |

|  | Mixosaurus kuhnschnyderi — Afgeronde tanden |
|  |                                             |
|  | Mixosaurus panxianensis — Afgeronde tanden  |
|  |                                             |

|  | Phalarodon atavus — Conische tanden                                                                        |
|  | |
|  | \| \| Phalarodon callawayi — Platte tanden \| \| \| \| \| \| Phalarodon fraasi — Platte tanden \| \| \| \| |
|  | |
|  | Phalarodon callawayi — Platte tanden                                                                       |
|  | |
|  | Phalarodon fraasi — Platte tanden                                                                          |
|  | |

|  | Phalarodon callawayi — Platte tanden |
|  |                                      |
|  | Phalarodon fraasi — Platte tanden    |
|  |                                      |

|  | Mixosaurus kuhnschnyderi — Afgeronde tanden |
|  |                                             |
|  | Mixosaurus panxianensis — Afgeronde tanden  |
|  |                                             |

|  | Phalarodon atavus — Conische tanden                                                                        |
|  | |
|  | \| \| Phalarodon callawayi — Platte tanden \| \| \| \| \| \| Phalarodon fraasi — Platte tanden \| \| \| \| |
|  | |
|  | Phalarodon callawayi — Platte tanden                                                                       |
|  | |
|  | Phalarodon fraasi — Platte tanden                                                                          |
|  | |

|  | Phalarodon callawayi — Platte tanden |
|  |                                      |
|  | Phalarodon fraasi — Platte tanden    |
|  |                                      |

|  | Cymbospondylus buchseri — Conische tanden |
|  |                                           |
|  | Cymbospondylus nichollsi                  |
|  |                                           |
|  | Cymbospondylus piscosus — Conische tanden |
|  |                                           |
|  | Thalattoarchon — Conische tanden          |
|  |                                           |
|  | Xinminosaurus — Platte tanden             |
|  |                                           |

|  | Mixosaurus kuhnschnyderi — Afgeronde tanden |
|  |                                             |
|  | Mixosaurus panxianensis — Afgeronde tanden  |
|  |                                             |

|  | Phalarodon atavus — Conische tanden                                                                        |
|  | |
|  | \| \| Phalarodon callawayi — Platte tanden \| \| \| \| \| \| Phalarodon fraasi — Platte tanden \| \| \| \| |
|  | |
|  | Phalarodon callawayi — Platte tanden                                                                       |
|  | |
|  | Phalarodon fraasi — Platte tanden                                                                          |
|  | |

|  | Phalarodon callawayi — Platte tanden |
|  |                                      |
|  | Phalarodon fraasi — Platte tanden    |
|  |                                      |

|  | Mixosaurus kuhnschnyderi — Afgeronde tanden |
|  |                                             |
|  | Mixosaurus panxianensis — Afgeronde tanden  |
|  |                                             |

|  | Phalarodon atavus — Conische tanden                                                                        |
|  | |
|  | \| \| Phalarodon callawayi — Platte tanden \| \| \| \| \| \| Phalarodon fraasi — Platte tanden \| \| \| \| |
|  | |
|  | Phalarodon callawayi — Platte tanden                                                                       |
|  | |
|  | Phalarodon fraasi — Platte tanden                                                                          |
|  | |

|  | Phalarodon callawayi — Platte tanden |
|  |                                      |
|  | Phalarodon fraasi — Platte tanden    |
|  |                                      |

|  | Mixosaurus kuhnschnyderi — Afgeronde tanden |
|  |                                             |
|  | Mixosaurus panxianensis — Afgeronde tanden  |
|  |                                             |

|  | Phalarodon atavus — Conische tanden                                                                        |
|  | |
|  | \| \| Phalarodon callawayi — Platte tanden \| \| \| \| \| \| Phalarodon fraasi — Platte tanden \| \| \| \| |
|  | |
|  | Phalarodon callawayi — Platte tanden                                                                       |
|  | |
|  | Phalarodon fraasi — Platte tanden                                                                          |
|  | |

|  | Phalarodon callawayi — Platte tanden |
|  |                                      |
|  | Phalarodon fraasi — Platte tanden    |
|  |                                      |

|  | Mixosaurus kuhnschnyderi — Afgeronde tanden |
|  |                                             |
|  | Mixosaurus panxianensis — Afgeronde tanden  |
|  |                                             |

|  | Phalarodon atavus — Conische tanden                                                                        |
|  | |
|  | \| \| Phalarodon callawayi — Platte tanden \| \| \| \| \| \| Phalarodon fraasi — Platte tanden \| \| \| \| |
|  | |
|  | Phalarodon callawayi — Platte tanden                                                                       |
|  | |
|  | Phalarodon fraasi — Platte tanden                                                                          |
|  | |

|  | Phalarodon callawayi — Platte tanden |
|  |                                      |
|  | Phalarodon fraasi — Platte tanden    |
|  |                                      |

|  | Utatsusaurus — Conische tanden                                                               |
|  |                                                                                              |
|  | Parvinatator — Conische tanden                                                               |
|  |                                                                                              |
|  | \| \| Grippia — Afgeronde tanden \| \| \| \| \| \| Gulosaurus — Afgeronde tanden \| \| \| \| |
|  |                                                                                              |
|  | Grippia — Afgeronde tanden                                                                   |
|  |                                                                                              |
|  | Gulosaurus — Afgeronde tanden                                                                |
|  |                                                                                              |

|  | Grippia — Afgeronde tanden    |
|  |                               |
|  | Gulosaurus — Afgeronde tanden |
|  |                               |

|  | Cymbospondylus buchseri — Conische tanden |
|  |                                           |
|  | Cymbospondylus nichollsi                  |
|  |                                           |
|  | Cymbospondylus piscosus — Conische tanden |
|  |                                           |
|  | Thalattoarchon — Conische tanden          |
|  |                                           |
|  | Xinminosaurus — Platte tanden             |
|  |                                           |

|  | Mixosaurus kuhnschnyderi — Afgeronde tanden |
|  |                                             |
|  | Mixosaurus panxianensis — Afgeronde tanden  |
|  |                                             |

|  | Phalarodon atavus — Conische tanden                                                                        |
|  | |
|  | \| \| Phalarodon callawayi — Platte tanden \| \| \| \| \| \| Phalarodon fraasi — Platte tanden \| \| \| \| |
|  | |
|  | Phalarodon callawayi — Platte tanden                                                                       |
|  | |
|  | Phalarodon fraasi — Platte tanden                                                                          |
|  | |

|  | Phalarodon callawayi — Platte tanden |
|  |                                      |
|  | Phalarodon fraasi — Platte tanden    |
|  |                                      |

|  | Mixosaurus kuhnschnyderi — Afgeronde tanden |
|  |                                             |
|  | Mixosaurus panxianensis — Afgeronde tanden  |
|  |                                             |

|  | Phalarodon atavus — Conische tanden                                                                        |
|  | |
|  | \| \| Phalarodon callawayi — Platte tanden \| \| \| \| \| \| Phalarodon fraasi — Platte tanden \| \| \| \| |
|  | |
|  | Phalarodon callawayi — Platte tanden                                                                       |
|  | |
|  | Phalarodon fraasi — Platte tanden                                                                          |
|  | |

|  | Phalarodon callawayi — Platte tanden |
|  |                                      |
|  | Phalarodon fraasi — Platte tanden    |
|  |                                      |

|  | Mixosaurus kuhnschnyderi — Afgeronde tanden |
|  |                                             |
|  | Mixosaurus panxianensis — Afgeronde tanden  |
|  |                                             |

|  | Phalarodon atavus — Conische tanden                                                                        |
|  | |
|  | \| \| Phalarodon callawayi — Platte tanden \| \| \| \| \| \| Phalarodon fraasi — Platte tanden \| \| \| \| |
|  | |
|  | Phalarodon callawayi — Platte tanden                                                                       |
|  | |
|  | Phalarodon fraasi — Platte tanden                                                                          |
|  | |

|  | Phalarodon callawayi — Platte tanden |
|  |                                      |
|  | Phalarodon fraasi — Platte tanden    |
|  |                                      |

|  | Mixosaurus kuhnschnyderi — Afgeronde tanden |
|  |                                             |
|  | Mixosaurus panxianensis — Afgeronde tanden  |
|  |                                             |

|  | Phalarodon atavus — Conische tanden                                                                        |
|  | |
|  | \| \| Phalarodon callawayi — Platte tanden \| \| \| \| \| \| Phalarodon fraasi — Platte tanden \| \| \| \| |
|  | |
|  | Phalarodon callawayi — Platte tanden                                                                       |
|  | |
|  | Phalarodon fraasi — Platte tanden                                                                          |
|  | |

|  | Phalarodon callawayi — Platte tanden |
|  |                                      |
|  | Phalarodon fraasi — Platte tanden    |
|  |                                      |

|  | Cymbospondylus buchseri — Conische tanden |
|  |                                           |
|  | Cymbospondylus nichollsi                  |
|  |                                           |
|  | Cymbospondylus piscosus — Conische tanden |
|  |                                           |
|  | Thalattoarchon — Conische tanden          |
|  |                                           |
|  | Xinminosaurus — Platte tanden             |
|  |                                           |

|  | Mixosaurus kuhnschnyderi — Afgeronde tanden |
|  |                                             |
|  | Mixosaurus panxianensis — Afgeronde tanden  |
|  |                                             |

|  | Phalarodon atavus — Conische tanden                                                                        |
|  | |
|  | \| \| Phalarodon callawayi — Platte tanden \| \| \| \| \| \| Phalarodon fraasi — Platte tanden \| \| \| \| |
|  | |
|  | Phalarodon callawayi — Platte tanden                                                                       |
|  | |
|  | Phalarodon fraasi — Platte tanden                                                                          |
|  | |

|  | Phalarodon callawayi — Platte tanden |
|  |                                      |
|  | Phalarodon fraasi — Platte tanden    |
|  |                                      |

|  | Mixosaurus kuhnschnyderi — Afgeronde tanden |
|  |                                             |
|  | Mixosaurus panxianensis — Afgeronde tanden  |
|  |                                             |

|  | Phalarodon atavus — Conische tanden                                                                        |
|  | |
|  | \| \| Phalarodon callawayi — Platte tanden \| \| \| \| \| \| Phalarodon fraasi — Platte tanden \| \| \| \| |
|  | |
|  | Phalarodon callawayi — Platte tanden                                                                       |
|  | |
|  | Phalarodon fraasi — Platte tanden                                                                          |
|  | |

|  | Phalarodon callawayi — Platte tanden |
|  |                                      |
|  | Phalarodon fraasi — Platte tanden    |
|  |                                      |

|  | Mixosaurus kuhnschnyderi — Afgeronde tanden |
|  |                                             |
|  | Mixosaurus panxianensis — Afgeronde tanden  |
|  |                                             |

|  | Phalarodon atavus — Conische tanden                                                                        |
|  | |
|  | \| \| Phalarodon callawayi — Platte tanden \| \| \| \| \| \| Phalarodon fraasi — Platte tanden \| \| \| \| |
|  | |
|  | Phalarodon callawayi — Platte tanden                                                                       |
|  | |
|  | Phalarodon fraasi — Platte tanden                                                                          |
|  | |

|  | Phalarodon callawayi — Platte tanden |
|  |                                      |
|  | Phalarodon fraasi — Platte tanden    |
|  |                                      |

|  | Mixosaurus kuhnschnyderi — Afgeronde tanden |
|  |                                             |
|  | Mixosaurus panxianensis — Afgeronde tanden  |
|  |                                             |

|  | Phalarodon atavus — Conische tanden                                                                        |
|  | |
|  | \| \| Phalarodon callawayi — Platte tanden \| \| \| \| \| \| Phalarodon fraasi — Platte tanden \| \| \| \| |
|  | |
|  | Phalarodon callawayi — Platte tanden                                                                       |
|  | |
|  | Phalarodon fraasi — Platte tanden                                                                          |
|  | |

|  | Phalarodon callawayi — Platte tanden |
|  |                                      |
|  | Phalarodon fraasi — Platte tanden    |
|  |                                      |

|  | Chaohusaurus geishanensis — Afgeronde tanden                                                                                     |
|  | |
|  | Chaohusaurus zhangjiawanensis |
|  | |
|  | \| \| Chaohusaurus brevifemoralis — Afgeronde tanden \| \| \| \| \| \| Chaohusaurus chaoxianensis — Afgeronde tanden \| \| \| \| |
|  | |
|  | Chaohusaurus brevifemoralis — Afgeronde tanden                                                                                   |
|  | |
|  | Chaohusaurus chaoxianensis — Afgeronde tanden                                                                                    |
|  | |

|  | Chaohusaurus brevifemoralis — Afgeronde tanden |
|  |                                                |
|  | Chaohusaurus chaoxianensis — Afgeronde tanden  |
|  |                                                |

|  | Utatsusaurus — Conische tanden                                                               |
|  |                                                                                              |
|  | Parvinatator — Conische tanden                                                               |
|  |                                                                                              |
|  | \| \| Grippia — Afgeronde tanden \| \| \| \| \| \| Gulosaurus — Afgeronde tanden \| \| \| \| |
|  |                                                                                              |
|  | Grippia — Afgeronde tanden                                                                   |
|  |                                                                                              |
|  | Gulosaurus — Afgeronde tanden                                                                |
|  |                                                                                              |

|  | Grippia — Afgeronde tanden    |
|  |                               |
|  | Gulosaurus — Afgeronde tanden |
|  |                               |

|  | Cymbospondylus buchseri — Conische tanden |
|  |                                           |
|  | Cymbospondylus nichollsi                  |
|  |                                           |
|  | Cymbospondylus piscosus — Conische tanden |
|  |                                           |
|  | Thalattoarchon — Conische tanden          |
|  |                                           |
|  | Xinminosaurus — Platte tanden             |
|  |                                           |

|  | Mixosaurus kuhnschnyderi — Afgeronde tanden |
|  |                                             |
|  | Mixosaurus panxianensis — Afgeronde tanden  |
|  |                                             |

|  | Phalarodon atavus — Conische tanden                                                                        |
|  | |
|  | \| \| Phalarodon callawayi — Platte tanden \| \| \| \| \| \| Phalarodon fraasi — Platte tanden \| \| \| \| |
|  | |
|  | Phalarodon callawayi — Platte tanden                                                                       |
|  | |
|  | Phalarodon fraasi — Platte tanden                                                                          |
|  | |

|  | Phalarodon callawayi — Platte tanden |
|  |                                      |
|  | Phalarodon fraasi — Platte tanden    |
|  |                                      |

|  | Mixosaurus kuhnschnyderi — Afgeronde tanden |
|  |                                             |
|  | Mixosaurus panxianensis — Afgeronde tanden  |
|  |                                             |

|  | Phalarodon atavus — Conische tanden                                                                        |
|  | |
|  | \| \| Phalarodon callawayi — Platte tanden \| \| \| \| \| \| Phalarodon fraasi — Platte tanden \| \| \| \| |
|  | |
|  | Phalarodon callawayi — Platte tanden                                                                       |
|  | |
|  | Phalarodon fraasi — Platte tanden                                                                          |
|  | |

|  | Phalarodon callawayi — Platte tanden |
|  |                                      |
|  | Phalarodon fraasi — Platte tanden    |
|  |                                      |

|  | Mixosaurus kuhnschnyderi — Afgeronde tanden |
|  |                                             |
|  | Mixosaurus panxianensis — Afgeronde tanden  |
|  |                                             |

|  | Phalarodon atavus — Conische tanden                                                                        |
|  | |
|  | \| \| Phalarodon callawayi — Platte tanden \| \| \| \| \| \| Phalarodon fraasi — Platte tanden \| \| \| \| |
|  | |
|  | Phalarodon callawayi — Platte tanden                                                                       |
|  | |
|  | Phalarodon fraasi — Platte tanden                                                                          |
|  | |

|  | Phalarodon callawayi — Platte tanden |
|  |                                      |
|  | Phalarodon fraasi — Platte tanden    |
|  |                                      |

|  | Mixosaurus kuhnschnyderi — Afgeronde tanden |
|  |                                             |
|  | Mixosaurus panxianensis — Afgeronde tanden  |
|  |                                             |

|  | Phalarodon atavus — Conische tanden                                                                        |
|  | |
|  | \| \| Phalarodon callawayi — Platte tanden \| \| \| \| \| \| Phalarodon fraasi — Platte tanden \| \| \| \| |
|  | |
|  | Phalarodon callawayi — Platte tanden                                                                       |
|  | |
|  | Phalarodon fraasi — Platte tanden                                                                          |
|  | |

|  | Phalarodon callawayi — Platte tanden |
|  |                                      |
|  | Phalarodon fraasi — Platte tanden    |
|  |                                      |

|  | Cymbospondylus buchseri — Conische tanden |
|  |                                           |
|  | Cymbospondylus nichollsi                  |
|  |                                           |
|  | Cymbospondylus piscosus — Conische tanden |
|  |                                           |
|  | Thalattoarchon — Conische tanden          |
|  |                                           |
|  | Xinminosaurus — Platte tanden             |
|  |                                           |

|  | Mixosaurus kuhnschnyderi — Afgeronde tanden |
|  |                                             |
|  | Mixosaurus panxianensis — Afgeronde tanden  |
|  |                                             |

|  | Phalarodon atavus — Conische tanden                                                                        |
|  | |
|  | \| \| Phalarodon callawayi — Platte tanden \| \| \| \| \| \| Phalarodon fraasi — Platte tanden \| \| \| \| |
|  | |
|  | Phalarodon callawayi — Platte tanden                                                                       |
|  | |
|  | Phalarodon fraasi — Platte tanden                                                                          |
|  | |

|  | Phalarodon callawayi — Platte tanden |
|  |                                      |
|  | Phalarodon fraasi — Platte tanden    |
|  |                                      |

|  | Mixosaurus kuhnschnyderi — Afgeronde tanden |
|  |                                             |
|  | Mixosaurus panxianensis — Afgeronde tanden  |
|  |                                             |

|  | Phalarodon atavus — Conische tanden                                                                        |
|  | |
|  | \| \| Phalarodon callawayi — Platte tanden \| \| \| \| \| \| Phalarodon fraasi — Platte tanden \| \| \| \| |
|  | |
|  | Phalarodon callawayi — Platte tanden                                                                       |
|  | |
|  | Phalarodon fraasi — Platte tanden                                                                          |
|  | |

|  | Phalarodon callawayi — Platte tanden |
|  |                                      |
|  | Phalarodon fraasi — Platte tanden    |
|  |                                      |

|  | Mixosaurus kuhnschnyderi — Afgeronde tanden |
|  |                                             |
|  | Mixosaurus panxianensis — Afgeronde tanden  |
|  |                                             |

|  | Phalarodon atavus — Conische tanden                                                                        |
|  | |
|  | \| \| Phalarodon callawayi — Platte tanden \| \| \| \| \| \| Phalarodon fraasi — Platte tanden \| \| \| \| |
|  | |
|  | Phalarodon callawayi — Platte tanden                                                                       |
|  | |
|  | Phalarodon fraasi — Platte tanden                                                                          |
|  | |

|  | Phalarodon callawayi — Platte tanden |
|  |                                      |
|  | Phalarodon fraasi — Platte tanden    |
|  |                                      |

|  | Mixosaurus kuhnschnyderi — Afgeronde tanden |
|  |                                             |
|  | Mixosaurus panxianensis — Afgeronde tanden  |
|  |                                             |

|  | Phalarodon atavus — Conische tanden                                                                        |
|  | |
|  | \| \| Phalarodon callawayi — Platte tanden \| \| \| \| \| \| Phalarodon fraasi — Platte tanden \| \| \| \| |
|  | |
|  | Phalarodon callawayi — Platte tanden                                                                       |
|  | |
|  | Phalarodon fraasi — Platte tanden                                                                          |
|  | |

|  | Phalarodon callawayi — Platte tanden |
|  |                                      |
|  | Phalarodon fraasi — Platte tanden    |
|  |                                      |

|  | Utatsusaurus — Conische tanden                                                               |
|  |                                                                                              |
|  | Parvinatator — Conische tanden                                                               |
|  |                                                                                              |
|  | \| \| Grippia — Afgeronde tanden \| \| \| \| \| \| Gulosaurus — Afgeronde tanden \| \| \| \| |
|  |                                                                                              |
|  | Grippia — Afgeronde tanden                                                                   |
|  |                                                                                              |
|  | Gulosaurus — Afgeronde tanden                                                                |
|  |                                                                                              |

|  | Grippia — Afgeronde tanden    |
|  |                               |
|  | Gulosaurus — Afgeronde tanden |
|  |                               |

|  | Cymbospondylus buchseri — Conische tanden |
|  |                                           |
|  | Cymbospondylus nichollsi                  |
|  |                                           |
|  | Cymbospondylus piscosus — Conische tanden |
|  |                                           |
|  | Thalattoarchon — Conische tanden          |
|  |                                           |
|  | Xinminosaurus — Platte tanden             |
|  |                                           |

|  | Mixosaurus kuhnschnyderi — Afgeronde tanden |
|  |                                             |
|  | Mixosaurus panxianensis — Afgeronde tanden  |
|  |                                             |

|  | Phalarodon atavus — Conische tanden                                                                        |
|  | |
|  | \| \| Phalarodon callawayi — Platte tanden \| \| \| \| \| \| Phalarodon fraasi — Platte tanden \| \| \| \| |
|  | |
|  | Phalarodon callawayi — Platte tanden                                                                       |
|  | |
|  | Phalarodon fraasi — Platte tanden                                                                          |
|  | |

|  | Phalarodon callawayi — Platte tanden |
|  |                                      |
|  | Phalarodon fraasi — Platte tanden    |
|  |                                      |

|  | Mixosaurus kuhnschnyderi — Afgeronde tanden |
|  |                                             |
|  | Mixosaurus panxianensis — Afgeronde tanden  |
|  |                                             |

|  | Phalarodon atavus — Conische tanden                                                                        |
|  | |
|  | \| \| Phalarodon callawayi — Platte tanden \| \| \| \| \| \| Phalarodon fraasi — Platte tanden \| \| \| \| |
|  | |
|  | Phalarodon callawayi — Platte tanden                                                                       |
|  | |
|  | Phalarodon fraasi — Platte tanden                                                                          |
|  | |

|  | Phalarodon callawayi — Platte tanden |
|  |                                      |
|  | Phalarodon fraasi — Platte tanden    |
|  |                                      |

|  | Mixosaurus kuhnschnyderi — Afgeronde tanden |
|  |                                             |
|  | Mixosaurus panxianensis — Afgeronde tanden  |
|  |                                             |

|  | Phalarodon atavus — Conische tanden                                                                        |
|  | |
|  | \| \| Phalarodon callawayi — Platte tanden \| \| \| \| \| \| Phalarodon fraasi — Platte tanden \| \| \| \| |
|  | |
|  | Phalarodon callawayi — Platte tanden                                                                       |
|  | |
|  | Phalarodon fraasi — Platte tanden                                                                          |
|  | |

|  | Phalarodon callawayi — Platte tanden |
|  |                                      |
|  | Phalarodon fraasi — Platte tanden    |
|  |                                      |

|  | Mixosaurus kuhnschnyderi — Afgeronde tanden |
|  |                                             |
|  | Mixosaurus panxianensis — Afgeronde tanden  |
|  |                                             |

|  | Phalarodon atavus — Conische tanden                                                                        |
|  | |
|  | \| \| Phalarodon callawayi — Platte tanden \| \| \| \| \| \| Phalarodon fraasi — Platte tanden \| \| \| \| |
|  | |
|  | Phalarodon callawayi — Platte tanden                                                                       |
|  | |
|  | Phalarodon fraasi — Platte tanden                                                                          |
|  | |

|  | Phalarodon callawayi — Platte tanden |
|  |                                      |
|  | Phalarodon fraasi — Platte tanden    |
|  |                                      |

|  | Cymbospondylus buchseri — Conische tanden |
|  |                                           |
|  | Cymbospondylus nichollsi                  |
|  |                                           |
|  | Cymbospondylus piscosus — Conische tanden |
|  |                                           |
|  | Thalattoarchon — Conische tanden          |
|  |                                           |
|  | Xinminosaurus — Platte tanden             |
|  |                                           |

|  | Mixosaurus kuhnschnyderi — Afgeronde tanden |
|  |                                             |
|  | Mixosaurus panxianensis — Afgeronde tanden  |
|  |                                             |

|  | Phalarodon atavus — Conische tanden                                                                        |
|  | |
|  | \| \| Phalarodon callawayi — Platte tanden \| \| \| \| \| \| Phalarodon fraasi — Platte tanden \| \| \| \| |
|  | |
|  | Phalarodon callawayi — Platte tanden                                                                       |
|  | |
|  | Phalarodon fraasi — Platte tanden                                                                          |
|  | |

|  | Phalarodon callawayi — Platte tanden |
|  |                                      |
|  | Phalarodon fraasi — Platte tanden    |
|  |                                      |

|  | Mixosaurus kuhnschnyderi — Afgeronde tanden |
|  |                                             |
|  | Mixosaurus panxianensis — Afgeronde tanden  |
|  |                                             |

|  | Phalarodon atavus — Conische tanden                                                                        |
|  | |
|  | \| \| Phalarodon callawayi — Platte tanden \| \| \| \| \| \| Phalarodon fraasi — Platte tanden \| \| \| \| |
|  | |
|  | Phalarodon callawayi — Platte tanden                                                                       |
|  | |
|  | Phalarodon fraasi — Platte tanden                                                                          |
|  | |

|  | Phalarodon callawayi — Platte tanden |
|  |                                      |
|  | Phalarodon fraasi — Platte tanden    |
|  |                                      |

|  | Mixosaurus kuhnschnyderi — Afgeronde tanden |
|  |                                             |
|  | Mixosaurus panxianensis — Afgeronde tanden  |
|  |                                             |

|  | Phalarodon atavus — Conische tanden                                                                        |
|  | |
|  | \| \| Phalarodon callawayi — Platte tanden \| \| \| \| \| \| Phalarodon fraasi — Platte tanden \| \| \| \| |
|  | |
|  | Phalarodon callawayi — Platte tanden                                                                       |
|  | |
|  | Phalarodon fraasi — Platte tanden                                                                          |
|  | |

|  | Phalarodon callawayi — Platte tanden |
|  |                                      |
|  | Phalarodon fraasi — Platte tanden    |
|  |                                      |

|  | Mixosaurus kuhnschnyderi — Afgeronde tanden |
|  |                                             |
|  | Mixosaurus panxianensis — Afgeronde tanden  |
|  |                                             |

|  | Phalarodon atavus — Conische tanden                                                                        |
|  | |
|  | \| \| Phalarodon callawayi — Platte tanden \| \| \| \| \| \| Phalarodon fraasi — Platte tanden \| \| \| \| |
|  | |
|  | Phalarodon callawayi — Platte tanden                                                                       |
|  | |
|  | Phalarodon fraasi — Platte tanden                                                                          |
|  | |

|  | Phalarodon callawayi — Platte tanden |
|  |                                      |
|  | Phalarodon fraasi — Platte tanden    |
|  |                                      |

|  | Sclerocormus                  |
|  |                               |
|  | Cartorhynchus — Platte tanden |
|  |                               |

|  | Chaohusaurus geishanensis — Afgeronde tanden                                                                                     |
|  | |
|  | Chaohusaurus zhangjiawanensis |
|  | |
|  | \| \| Chaohusaurus brevifemoralis — Afgeronde tanden \| \| \| \| \| \| Chaohusaurus chaoxianensis — Afgeronde tanden \| \| \| \| |
|  | |
|  | Chaohusaurus brevifemoralis — Afgeronde tanden                                                                                   |
|  | |
|  | Chaohusaurus chaoxianensis — Afgeronde tanden                                                                                    |
|  | |

|  | Chaohusaurus brevifemoralis — Afgeronde tanden |
|  |                                                |
|  | Chaohusaurus chaoxianensis — Afgeronde tanden  |
|  |                                                |

|  | Utatsusaurus — Conische tanden                                                               |
|  |                                                                                              |
|  | Parvinatator — Conische tanden                                                               |
|  |                                                                                              |
|  | \| \| Grippia — Afgeronde tanden \| \| \| \| \| \| Gulosaurus — Afgeronde tanden \| \| \| \| |
|  |                                                                                              |
|  | Grippia — Afgeronde tanden                                                                   |
|  |                                                                                              |
|  | Gulosaurus — Afgeronde tanden                                                                |
|  |                                                                                              |

|  | Grippia — Afgeronde tanden    |
|  |                               |
|  | Gulosaurus — Afgeronde tanden |
|  |                               |

|  | Cymbospondylus buchseri — Conische tanden |
|  |                                           |
|  | Cymbospondylus nichollsi                  |
|  |                                           |
|  | Cymbospondylus piscosus — Conische tanden |
|  |                                           |
|  | Thalattoarchon — Conische tanden          |
|  |                                           |
|  | Xinminosaurus — Platte tanden             |
|  |                                           |

|  | Mixosaurus kuhnschnyderi — Afgeronde tanden |
|  |                                             |
|  | Mixosaurus panxianensis — Afgeronde tanden  |
|  |                                             |

|  | Phalarodon atavus — Conische tanden                                                                        |
|  | |
|  | \| \| Phalarodon callawayi — Platte tanden \| \| \| \| \| \| Phalarodon fraasi — Platte tanden \| \| \| \| |
|  | |
|  | Phalarodon callawayi — Platte tanden                                                                       |
|  | |
|  | Phalarodon fraasi — Platte tanden                                                                          |
|  | |

|  | Phalarodon callawayi — Platte tanden |
|  |                                      |
|  | Phalarodon fraasi — Platte tanden    |
|  |                                      |

|  | Mixosaurus kuhnschnyderi — Afgeronde tanden |
|  |                                             |
|  | Mixosaurus panxianensis — Afgeronde tanden  |
|  |                                             |

|  | Phalarodon atavus — Conische tanden                                                                        |
|  | |
|  | \| \| Phalarodon callawayi — Platte tanden \| \| \| \| \| \| Phalarodon fraasi — Platte tanden \| \| \| \| |
|  | |
|  | Phalarodon callawayi — Platte tanden                                                                       |
|  | |
|  | Phalarodon fraasi — Platte tanden                                                                          |
|  | |

|  | Phalarodon callawayi — Platte tanden |
|  |                                      |
|  | Phalarodon fraasi — Platte tanden    |
|  |                                      |

|  | Mixosaurus kuhnschnyderi — Afgeronde tanden |
|  |                                             |
|  | Mixosaurus panxianensis — Afgeronde tanden  |
|  |                                             |

|  | Phalarodon atavus — Conische tanden                                                                        |
|  | |
|  | \| \| Phalarodon callawayi — Platte tanden \| \| \| \| \| \| Phalarodon fraasi — Platte tanden \| \| \| \| |
|  | |
|  | Phalarodon callawayi — Platte tanden                                                                       |
|  | |
|  | Phalarodon fraasi — Platte tanden                                                                          |
|  | |

|  | Phalarodon callawayi — Platte tanden |
|  |                                      |
|  | Phalarodon fraasi — Platte tanden    |
|  |                                      |

|  | Mixosaurus kuhnschnyderi — Afgeronde tanden |
|  |                                             |
|  | Mixosaurus panxianensis — Afgeronde tanden  |
|  |                                             |

|  | Phalarodon atavus — Conische tanden                                                                        |
|  | |
|  | \| \| Phalarodon callawayi — Platte tanden \| \| \| \| \| \| Phalarodon fraasi — Platte tanden \| \| \| \| |
|  | |
|  | Phalarodon callawayi — Platte tanden                                                                       |
|  | |
|  | Phalarodon fraasi — Platte tanden                                                                          |
|  | |

|  | Phalarodon callawayi — Platte tanden |
|  |                                      |
|  | Phalarodon fraasi — Platte tanden    |
|  |                                      |

|  | Cymbospondylus buchseri — Conische tanden |
|  |                                           |
|  | Cymbospondylus nichollsi                  |
|  |                                           |
|  | Cymbospondylus piscosus — Conische tanden |
|  |                                           |
|  | Thalattoarchon — Conische tanden          |
|  |                                           |
|  | Xinminosaurus — Platte tanden             |
|  |                                           |

|  | Mixosaurus kuhnschnyderi — Afgeronde tanden |
|  |                                             |
|  | Mixosaurus panxianensis — Afgeronde tanden  |
|  |                                             |

|  | Phalarodon atavus — Conische tanden                                                                        |
|  | |
|  | \| \| Phalarodon callawayi — Platte tanden \| \| \| \| \| \| Phalarodon fraasi — Platte tanden \| \| \| \| |
|  | |
|  | Phalarodon callawayi — Platte tanden                                                                       |
|  | |
|  | Phalarodon fraasi — Platte tanden                                                                          |
|  | |

|  | Phalarodon callawayi — Platte tanden |
|  |                                      |
|  | Phalarodon fraasi — Platte tanden    |
|  |                                      |

|  | Mixosaurus kuhnschnyderi — Afgeronde tanden |
|  |                                             |
|  | Mixosaurus panxianensis — Afgeronde tanden  |
|  |                                             |

|  | Phalarodon atavus — Conische tanden                                                                        |
|  | |
|  | \| \| Phalarodon callawayi — Platte tanden \| \| \| \| \| \| Phalarodon fraasi — Platte tanden \| \| \| \| |
|  | |
|  | Phalarodon callawayi — Platte tanden                                                                       |
|  | |
|  | Phalarodon fraasi — Platte tanden                                                                          |
|  | |

|  | Phalarodon callawayi — Platte tanden |
|  |                                      |
|  | Phalarodon fraasi — Platte tanden    |
|  |                                      |

|  | Mixosaurus kuhnschnyderi — Afgeronde tanden |
|  |                                             |
|  | Mixosaurus panxianensis — Afgeronde tanden  |
|  |                                             |

|  | Phalarodon atavus — Conische tanden                                                                        |
|  | |
|  | \| \| Phalarodon callawayi — Platte tanden \| \| \| \| \| \| Phalarodon fraasi — Platte tanden \| \| \| \| |
|  | |
|  | Phalarodon callawayi — Platte tanden                                                                       |
|  | |
|  | Phalarodon fraasi — Platte tanden                                                                          |
|  | |

|  | Phalarodon callawayi — Platte tanden |
|  |                                      |
|  | Phalarodon fraasi — Platte tanden    |
|  |                                      |

|  | Mixosaurus kuhnschnyderi — Afgeronde tanden |
|  |                                             |
|  | Mixosaurus panxianensis — Afgeronde tanden  |
|  |                                             |

|  | Phalarodon atavus — Conische tanden                                                                        |
|  | |
|  | \| \| Phalarodon callawayi — Platte tanden \| \| \| \| \| \| Phalarodon fraasi — Platte tanden \| \| \| \| |
|  | |
|  | Phalarodon callawayi — Platte tanden                                                                       |
|  | |
|  | Phalarodon fraasi — Platte tanden                                                                          |
|  | |

|  | Phalarodon callawayi — Platte tanden |
|  |                                      |
|  | Phalarodon fraasi — Platte tanden    |
|  |                                      |

|  | Utatsusaurus — Conische tanden                                                               |
|  |                                                                                              |
|  | Parvinatator — Conische tanden                                                               |
|  |                                                                                              |
|  | \| \| Grippia — Afgeronde tanden \| \| \| \| \| \| Gulosaurus — Afgeronde tanden \| \| \| \| |
|  |                                                                                              |
|  | Grippia — Afgeronde tanden                                                                   |
|  |                                                                                              |
|  | Gulosaurus — Afgeronde tanden                                                                |
|  |                                                                                              |

|  | Grippia — Afgeronde tanden    |
|  |                               |
|  | Gulosaurus — Afgeronde tanden |
|  |                               |

|  | Cymbospondylus buchseri — Conische tanden |
|  |                                           |
|  | Cymbospondylus nichollsi                  |
|  |                                           |
|  | Cymbospondylus piscosus — Conische tanden |
|  |                                           |
|  | Thalattoarchon — Conische tanden          |
|  |                                           |
|  | Xinminosaurus — Platte tanden             |
|  |                                           |

|  | Mixosaurus kuhnschnyderi — Afgeronde tanden |
|  |                                             |
|  | Mixosaurus panxianensis — Afgeronde tanden  |
|  |                                             |

|  | Phalarodon atavus — Conische tanden                                                                        |
|  | |
|  | \| \| Phalarodon callawayi — Platte tanden \| \| \| \| \| \| Phalarodon fraasi — Platte tanden \| \| \| \| |
|  | |
|  | Phalarodon callawayi — Platte tanden                                                                       |
|  | |
|  | Phalarodon fraasi — Platte tanden                                                                          |
|  | |

|  | Phalarodon callawayi — Platte tanden |
|  |                                      |
|  | Phalarodon fraasi — Platte tanden    |
|  |                                      |

|  | Mixosaurus kuhnschnyderi — Afgeronde tanden |
|  |                                             |
|  | Mixosaurus panxianensis — Afgeronde tanden  |
|  |                                             |

|  | Phalarodon atavus — Conische tanden                                                                        |
|  | |
|  | \| \| Phalarodon callawayi — Platte tanden \| \| \| \| \| \| Phalarodon fraasi — Platte tanden \| \| \| \| |
|  | |
|  | Phalarodon callawayi — Platte tanden                                                                       |
|  | |
|  | Phalarodon fraasi — Platte tanden                                                                          |
|  | |

|  | Phalarodon callawayi — Platte tanden |
|  |                                      |
|  | Phalarodon fraasi — Platte tanden    |
|  |                                      |

|  | Mixosaurus kuhnschnyderi — Afgeronde tanden |
|  |                                             |
|  | Mixosaurus panxianensis — Afgeronde tanden  |
|  |                                             |

|  | Phalarodon atavus — Conische tanden                                                                        |
|  | |
|  | \| \| Phalarodon callawayi — Platte tanden \| \| \| \| \| \| Phalarodon fraasi — Platte tanden \| \| \| \| |
|  | |
|  | Phalarodon callawayi — Platte tanden                                                                       |
|  | |
|  | Phalarodon fraasi — Platte tanden                                                                          |
|  | |

|  | Phalarodon callawayi — Platte tanden |
|  |                                      |
|  | Phalarodon fraasi — Platte tanden    |
|  |                                      |

|  | Mixosaurus kuhnschnyderi — Afgeronde tanden |
|  |                                             |
|  | Mixosaurus panxianensis — Afgeronde tanden  |
|  |                                             |

|  | Phalarodon atavus — Conische tanden                                                                        |
|  | |
|  | \| \| Phalarodon callawayi — Platte tanden \| \| \| \| \| \| Phalarodon fraasi — Platte tanden \| \| \| \| |
|  | |
|  | Phalarodon callawayi — Platte tanden                                                                       |
|  | |
|  | Phalarodon fraasi — Platte tanden                                                                          |
|  | |

|  | Phalarodon callawayi — Platte tanden |
|  |                                      |
|  | Phalarodon fraasi — Platte tanden    |
|  |                                      |

|  | Cymbospondylus buchseri — Conische tanden |
|  |                                           |
|  | Cymbospondylus nichollsi                  |
|  |                                           |
|  | Cymbospondylus piscosus — Conische tanden |
|  |                                           |
|  | Thalattoarchon — Conische tanden          |
|  |                                           |
|  | Xinminosaurus — Platte tanden             |
|  |                                           |

|  | Mixosaurus kuhnschnyderi — Afgeronde tanden |
|  |                                             |
|  | Mixosaurus panxianensis — Afgeronde tanden  |
|  |                                             |

|  | Phalarodon atavus — Conische tanden                                                                        |
|  | |
|  | \| \| Phalarodon callawayi — Platte tanden \| \| \| \| \| \| Phalarodon fraasi — Platte tanden \| \| \| \| |
|  | |
|  | Phalarodon callawayi — Platte tanden                                                                       |
|  | |
|  | Phalarodon fraasi — Platte tanden                                                                          |
|  | |

|  | Phalarodon callawayi — Platte tanden |
|  |                                      |
|  | Phalarodon fraasi — Platte tanden    |
|  |                                      |

|  | Mixosaurus kuhnschnyderi — Afgeronde tanden |
|  |                                             |
|  | Mixosaurus panxianensis — Afgeronde tanden  |
|  |                                             |

|  | Phalarodon atavus — Conische tanden                                                                        |
|  | |
|  | \| \| Phalarodon callawayi — Platte tanden \| \| \| \| \| \| Phalarodon fraasi — Platte tanden \| \| \| \| |
|  | |
|  | Phalarodon callawayi — Platte tanden                                                                       |
|  | |
|  | Phalarodon fraasi — Platte tanden                                                                          |
|  | |

|  | Phalarodon callawayi — Platte tanden |
|  |                                      |
|  | Phalarodon fraasi — Platte tanden    |
|  |                                      |

|  | Mixosaurus kuhnschnyderi — Afgeronde tanden |
|  |                                             |
|  | Mixosaurus panxianensis — Afgeronde tanden  |
|  |                                             |

|  | Phalarodon atavus — Conische tanden                                                                        |
|  | |
|  | \| \| Phalarodon callawayi — Platte tanden \| \| \| \| \| \| Phalarodon fraasi — Platte tanden \| \| \| \| |
|  | |
|  | Phalarodon callawayi — Platte tanden                                                                       |
|  | |
|  | Phalarodon fraasi — Platte tanden                                                                          |
|  | |

|  | Phalarodon callawayi — Platte tanden |
|  |                                      |
|  | Phalarodon fraasi — Platte tanden    |
|  |                                      |

|  | Mixosaurus kuhnschnyderi — Afgeronde tanden |
|  |                                             |
|  | Mixosaurus panxianensis — Afgeronde tanden  |
|  |                                             |

|  | Phalarodon atavus — Conische tanden                                                                        |
|  | |
|  | \| \| Phalarodon callawayi — Platte tanden \| \| \| \| \| \| Phalarodon fraasi — Platte tanden \| \| \| \| |
|  | |
|  | Phalarodon callawayi — Platte tanden                                                                       |
|  | |
|  | Phalarodon fraasi — Platte tanden                                                                          |
|  | |

|  | Phalarodon callawayi — Platte tanden |
|  |                                      |
|  | Phalarodon fraasi — Platte tanden    |
|  |                                      |

|  | Chaohusaurus geishanensis — Afgeronde tanden                                                                                     |
|  | |
|  | Chaohusaurus zhangjiawanensis |
|  | |
|  | \| \| Chaohusaurus brevifemoralis — Afgeronde tanden \| \| \| \| \| \| Chaohusaurus chaoxianensis — Afgeronde tanden \| \| \| \| |
|  | |
|  | Chaohusaurus brevifemoralis — Afgeronde tanden                                                                                   |
|  | |
|  | Chaohusaurus chaoxianensis — Afgeronde tanden                                                                                    |
|  | |

|  | Chaohusaurus brevifemoralis — Afgeronde tanden |
|  |                                                |
|  | Chaohusaurus chaoxianensis — Afgeronde tanden  |
|  |                                                |

|  | Utatsusaurus — Conische tanden                                                               |
|  |                                                                                              |
|  | Parvinatator — Conische tanden                                                               |
|  |                                                                                              |
|  | \| \| Grippia — Afgeronde tanden \| \| \| \| \| \| Gulosaurus — Afgeronde tanden \| \| \| \| |
|  |                                                                                              |
|  | Grippia — Afgeronde tanden                                                                   |
|  |                                                                                              |
|  | Gulosaurus — Afgeronde tanden                                                                |
|  |                                                                                              |

|  | Grippia — Afgeronde tanden    |
|  |                               |
|  | Gulosaurus — Afgeronde tanden |
|  |                               |

|  | Cymbospondylus buchseri — Conische tanden |
|  |                                           |
|  | Cymbospondylus nichollsi                  |
|  |                                           |
|  | Cymbospondylus piscosus — Conische tanden |
|  |                                           |
|  | Thalattoarchon — Conische tanden          |
|  |                                           |
|  | Xinminosaurus — Platte tanden             |
|  |                                           |

|  | Mixosaurus kuhnschnyderi — Afgeronde tanden |
|  |                                             |
|  | Mixosaurus panxianensis — Afgeronde tanden  |
|  |                                             |

|  | Phalarodon atavus — Conische tanden                                                                        |
|  | |
|  | \| \| Phalarodon callawayi — Platte tanden \| \| \| \| \| \| Phalarodon fraasi — Platte tanden \| \| \| \| |
|  | |
|  | Phalarodon callawayi — Platte tanden                                                                       |
|  | |
|  | Phalarodon fraasi — Platte tanden                                                                          |
|  | |

|  | Phalarodon callawayi — Platte tanden |
|  |                                      |
|  | Phalarodon fraasi — Platte tanden    |
|  |                                      |

|  | Mixosaurus kuhnschnyderi — Afgeronde tanden |
|  |                                             |
|  | Mixosaurus panxianensis — Afgeronde tanden  |
|  |                                             |

|  | Phalarodon atavus — Conische tanden                                                                        |
|  | |
|  | \| \| Phalarodon callawayi — Platte tanden \| \| \| \| \| \| Phalarodon fraasi — Platte tanden \| \| \| \| |
|  | |
|  | Phalarodon callawayi — Platte tanden                                                                       |
|  | |
|  | Phalarodon fraasi — Platte tanden                                                                          |
|  | |

|  | Phalarodon callawayi — Platte tanden |
|  |                                      |
|  | Phalarodon fraasi — Platte tanden    |
|  |                                      |

|  | Mixosaurus kuhnschnyderi — Afgeronde tanden |
|  |                                             |
|  | Mixosaurus panxianensis — Afgeronde tanden  |
|  |                                             |

|  | Phalarodon atavus — Conische tanden                                                                        |
|  | |
|  | \| \| Phalarodon callawayi — Platte tanden \| \| \| \| \| \| Phalarodon fraasi — Platte tanden \| \| \| \| |
|  | |
|  | Phalarodon callawayi — Platte tanden                                                                       |
|  | |
|  | Phalarodon fraasi — Platte tanden                                                                          |
|  | |

|  | Phalarodon callawayi — Platte tanden |
|  |                                      |
|  | Phalarodon fraasi — Platte tanden    |
|  |                                      |

|  | Mixosaurus kuhnschnyderi — Afgeronde tanden |
|  |                                             |
|  | Mixosaurus panxianensis — Afgeronde tanden  |
|  |                                             |

|  | Phalarodon atavus — Conische tanden                                                                        |
|  | |
|  | \| \| Phalarodon callawayi — Platte tanden \| \| \| \| \| \| Phalarodon fraasi — Platte tanden \| \| \| \| |
|  | |
|  | Phalarodon callawayi — Platte tanden                                                                       |
|  | |
|  | Phalarodon fraasi — Platte tanden                                                                          |
|  | |

|  | Phalarodon callawayi — Platte tanden |
|  |                                      |
|  | Phalarodon fraasi — Platte tanden    |
|  |                                      |

|  | Cymbospondylus buchseri — Conische tanden |
|  |                                           |
|  | Cymbospondylus nichollsi                  |
|  |                                           |
|  | Cymbospondylus piscosus — Conische tanden |
|  |                                           |
|  | Thalattoarchon — Conische tanden          |
|  |                                           |
|  | Xinminosaurus — Platte tanden             |
|  |                                           |

|  | Mixosaurus kuhnschnyderi — Afgeronde tanden |
|  |                                             |
|  | Mixosaurus panxianensis — Afgeronde tanden  |
|  |                                             |

|  | Phalarodon atavus — Conische tanden                                                                        |
|  | |
|  | \| \| Phalarodon callawayi — Platte tanden \| \| \| \| \| \| Phalarodon fraasi — Platte tanden \| \| \| \| |
|  | |
|  | Phalarodon callawayi — Platte tanden                                                                       |
|  | |
|  | Phalarodon fraasi — Platte tanden                                                                          |
|  | |

|  | Phalarodon callawayi — Platte tanden |
|  |                                      |
|  | Phalarodon fraasi — Platte tanden    |
|  |                                      |

|  | Mixosaurus kuhnschnyderi — Afgeronde tanden |
|  |                                             |
|  | Mixosaurus panxianensis — Afgeronde tanden  |
|  |                                             |

|  | Phalarodon atavus — Conische tanden                                                                        |
|  | |
|  | \| \| Phalarodon callawayi — Platte tanden \| \| \| \| \| \| Phalarodon fraasi — Platte tanden \| \| \| \| |
|  | |
|  | Phalarodon callawayi — Platte tanden                                                                       |
|  | |
|  | Phalarodon fraasi — Platte tanden                                                                          |
|  | |

|  | Phalarodon callawayi — Platte tanden |
|  |                                      |
|  | Phalarodon fraasi — Platte tanden    |
|  |                                      |

|  | Mixosaurus kuhnschnyderi — Afgeronde tanden |
|  |                                             |
|  | Mixosaurus panxianensis — Afgeronde tanden  |
|  |                                             |

|  | Phalarodon atavus — Conische tanden                                                                        |
|  | |
|  | \| \| Phalarodon callawayi — Platte tanden \| \| \| \| \| \| Phalarodon fraasi — Platte tanden \| \| \| \| |
|  | |
|  | Phalarodon callawayi — Platte tanden                                                                       |
|  | |
|  | Phalarodon fraasi — Platte tanden                                                                          |
|  | |

|  | Phalarodon callawayi — Platte tanden |
|  |                                      |
|  | Phalarodon fraasi — Platte tanden    |
|  |                                      |

|  | Mixosaurus kuhnschnyderi — Afgeronde tanden |
|  |                                             |
|  | Mixosaurus panxianensis — Afgeronde tanden  |
|  |                                             |

|  | Phalarodon atavus — Conische tanden                                                                        |
|  | |
|  | \| \| Phalarodon callawayi — Platte tanden \| \| \| \| \| \| Phalarodon fraasi — Platte tanden \| \| \| \| |
|  | |
|  | Phalarodon callawayi — Platte tanden                                                                       |
|  | |
|  | Phalarodon fraasi — Platte tanden                                                                          |
|  | |

|  | Phalarodon callawayi — Platte tanden |
|  |                                      |
|  | Phalarodon fraasi — Platte tanden    |
|  |                                      |

|  | Utatsusaurus — Conische tanden                                                               |
|  |                                                                                              |
|  | Parvinatator — Conische tanden                                                               |
|  |                                                                                              |
|  | \| \| Grippia — Afgeronde tanden \| \| \| \| \| \| Gulosaurus — Afgeronde tanden \| \| \| \| |
|  |                                                                                              |
|  | Grippia — Afgeronde tanden                                                                   |
|  |                                                                                              |
|  | Gulosaurus — Afgeronde tanden                                                                |
|  |                                                                                              |

|  | Grippia — Afgeronde tanden    |
|  |                               |
|  | Gulosaurus — Afgeronde tanden |
|  |                               |

|  | Cymbospondylus buchseri — Conische tanden |
|  |                                           |
|  | Cymbospondylus nichollsi                  |
|  |                                           |
|  | Cymbospondylus piscosus — Conische tanden |
|  |                                           |
|  | Thalattoarchon — Conische tanden          |
|  |                                           |
|  | Xinminosaurus — Platte tanden             |
|  |                                           |

|  | Mixosaurus kuhnschnyderi — Afgeronde tanden |
|  |                                             |
|  | Mixosaurus panxianensis — Afgeronde tanden  |
|  |                                             |

|  | Phalarodon atavus — Conische tanden                                                                        |
|  | |
|  | \| \| Phalarodon callawayi — Platte tanden \| \| \| \| \| \| Phalarodon fraasi — Platte tanden \| \| \| \| |
|  | |
|  | Phalarodon callawayi — Platte tanden                                                                       |
|  | |
|  | Phalarodon fraasi — Platte tanden                                                                          |
|  | |

|  | Phalarodon callawayi — Platte tanden |
|  |                                      |
|  | Phalarodon fraasi — Platte tanden    |
|  |                                      |

|  | Mixosaurus kuhnschnyderi — Afgeronde tanden |
|  |                                             |
|  | Mixosaurus panxianensis — Afgeronde tanden  |
|  |                                             |

|  | Phalarodon atavus — Conische tanden                                                                        |
|  | |
|  | \| \| Phalarodon callawayi — Platte tanden \| \| \| \| \| \| Phalarodon fraasi — Platte tanden \| \| \| \| |
|  | |
|  | Phalarodon callawayi — Platte tanden                                                                       |
|  | |
|  | Phalarodon fraasi — Platte tanden                                                                          |
|  | |

|  | Phalarodon callawayi — Platte tanden |
|  |                                      |
|  | Phalarodon fraasi — Platte tanden    |
|  |                                      |

|  | Mixosaurus kuhnschnyderi — Afgeronde tanden |
|  |                                             |
|  | Mixosaurus panxianensis — Afgeronde tanden  |
|  |                                             |

|  | Phalarodon atavus — Conische tanden                                                                        |
|  | |
|  | \| \| Phalarodon callawayi — Platte tanden \| \| \| \| \| \| Phalarodon fraasi — Platte tanden \| \| \| \| |
|  | |
|  | Phalarodon callawayi — Platte tanden                                                                       |
|  | |
|  | Phalarodon fraasi — Platte tanden                                                                          |
|  | |

|  | Phalarodon callawayi — Platte tanden |
|  |                                      |
|  | Phalarodon fraasi — Platte tanden    |
|  |                                      |

|  | Mixosaurus kuhnschnyderi — Afgeronde tanden |
|  |                                             |
|  | Mixosaurus panxianensis — Afgeronde tanden  |
|  |                                             |

|  | Phalarodon atavus — Conische tanden                                                                        |
|  | |
|  | \| \| Phalarodon callawayi — Platte tanden \| \| \| \| \| \| Phalarodon fraasi — Platte tanden \| \| \| \| |
|  | |
|  | Phalarodon callawayi — Platte tanden                                                                       |
|  | |
|  | Phalarodon fraasi — Platte tanden                                                                          |
|  | |

|  | Phalarodon callawayi — Platte tanden |
|  |                                      |
|  | Phalarodon fraasi — Platte tanden    |
|  |                                      |

|  | Cymbospondylus buchseri — Conische tanden |
|  |                                           |
|  | Cymbospondylus nichollsi                  |
|  |                                           |
|  | Cymbospondylus piscosus — Conische tanden |
|  |                                           |
|  | Thalattoarchon — Conische tanden          |
|  |                                           |
|  | Xinminosaurus — Platte tanden             |
|  |                                           |

|  | Mixosaurus kuhnschnyderi — Afgeronde tanden |
|  |                                             |
|  | Mixosaurus panxianensis — Afgeronde tanden  |
|  |                                             |

|  | Phalarodon atavus — Conische tanden                                                                        |
|  | |
|  | \| \| Phalarodon callawayi — Platte tanden \| \| \| \| \| \| Phalarodon fraasi — Platte tanden \| \| \| \| |
|  | |
|  | Phalarodon callawayi — Platte tanden                                                                       |
|  | |
|  | Phalarodon fraasi — Platte tanden                                                                          |
|  | |

|  | Phalarodon callawayi — Platte tanden |
|  |                                      |
|  | Phalarodon fraasi — Platte tanden    |
|  |                                      |

|  | Mixosaurus kuhnschnyderi — Afgeronde tanden |
|  |                                             |
|  | Mixosaurus panxianensis — Afgeronde tanden  |
|  |                                             |

|  | Phalarodon atavus — Conische tanden                                                                        |
|  | |
|  | \| \| Phalarodon callawayi — Platte tanden \| \| \| \| \| \| Phalarodon fraasi — Platte tanden \| \| \| \| |
|  | |
|  | Phalarodon callawayi — Platte tanden                                                                       |
|  | |
|  | Phalarodon fraasi — Platte tanden                                                                          |
|  | |

|  | Phalarodon callawayi — Platte tanden |
|  |                                      |
|  | Phalarodon fraasi — Platte tanden    |
|  |                                      |

|  | Mixosaurus kuhnschnyderi — Afgeronde tanden |
|  |                                             |
|  | Mixosaurus panxianensis — Afgeronde tanden  |
|  |                                             |

|  | Phalarodon atavus — Conische tanden                                                                        |
|  | |
|  | \| \| Phalarodon callawayi — Platte tanden \| \| \| \| \| \| Phalarodon fraasi — Platte tanden \| \| \| \| |
|  | |
|  | Phalarodon callawayi — Platte tanden                                                                       |
|  | |
|  | Phalarodon fraasi — Platte tanden                                                                          |
|  | |

|  | Phalarodon callawayi — Platte tanden |
|  |                                      |
|  | Phalarodon fraasi — Platte tanden    |
|  |                                      |

|  | Mixosaurus kuhnschnyderi — Afgeronde tanden |
|  |                                             |
|  | Mixosaurus panxianensis — Afgeronde tanden  |
|  |                                             |

|  | Phalarodon atavus — Conische tanden                                                                        |
|  | |
|  | \| \| Phalarodon callawayi — Platte tanden \| \| \| \| \| \| Phalarodon fraasi — Platte tanden \| \| \| \| |
|  | |
|  | Phalarodon callawayi — Platte tanden                                                                       |
|  | |
|  | Phalarodon fraasi — Platte tanden                                                                          |
|  | |

|  | Phalarodon callawayi — Platte tanden |
|  |                                      |
|  | Phalarodon fraasi — Platte tanden    |
|  |                                      |

|  | Sclerocormus                  |
|  |                               |
|  | Cartorhynchus — Platte tanden |
|  |                               |

|  | Chaohusaurus geishanensis — Afgeronde tanden                                                                                     |
|  | |
|  | Chaohusaurus zhangjiawanensis |
|  | |
|  | \| \| Chaohusaurus brevifemoralis — Afgeronde tanden \| \| \| \| \| \| Chaohusaurus chaoxianensis — Afgeronde tanden \| \| \| \| |
|  | |
|  | Chaohusaurus brevifemoralis — Afgeronde tanden                                                                                   |
|  | |
|  | Chaohusaurus chaoxianensis — Afgeronde tanden                                                                                    |
|  | |

|  | Chaohusaurus brevifemoralis — Afgeronde tanden |
|  |                                                |
|  | Chaohusaurus chaoxianensis — Afgeronde tanden  |
|  |                                                |

|  | Utatsusaurus — Conische tanden                                                               |
|  |                                                                                              |
|  | Parvinatator — Conische tanden                                                               |
|  |                                                                                              |
|  | \| \| Grippia — Afgeronde tanden \| \| \| \| \| \| Gulosaurus — Afgeronde tanden \| \| \| \| |
|  |                                                                                              |
|  | Grippia — Afgeronde tanden                                                                   |
|  |                                                                                              |
|  | Gulosaurus — Afgeronde tanden                                                                |
|  |                                                                                              |

|  | Grippia — Afgeronde tanden    |
|  |                               |
|  | Gulosaurus — Afgeronde tanden |
|  |                               |

|  | Cymbospondylus buchseri — Conische tanden |
|  |                                           |
|  | Cymbospondylus nichollsi                  |
|  |                                           |
|  | Cymbospondylus piscosus — Conische tanden |
|  |                                           |
|  | Thalattoarchon — Conische tanden          |
|  |                                           |
|  | Xinminosaurus — Platte tanden             |
|  |                                           |

|  | Mixosaurus kuhnschnyderi — Afgeronde tanden |
|  |                                             |
|  | Mixosaurus panxianensis — Afgeronde tanden  |
|  |                                             |

|  | Phalarodon atavus — Conische tanden                                                                        |
|  | |
|  | \| \| Phalarodon callawayi — Platte tanden \| \| \| \| \| \| Phalarodon fraasi — Platte tanden \| \| \| \| |
|  | |
|  | Phalarodon callawayi — Platte tanden                                                                       |
|  | |
|  | Phalarodon fraasi — Platte tanden                                                                          |
|  | |

|  | Phalarodon callawayi — Platte tanden |
|  |                                      |
|  | Phalarodon fraasi — Platte tanden    |
|  |                                      |

|  | Mixosaurus kuhnschnyderi — Afgeronde tanden |
|  |                                             |
|  | Mixosaurus panxianensis — Afgeronde tanden  |
|  |                                             |

|  | Phalarodon atavus — Conische tanden                                                                        |
|  | |
|  | \| \| Phalarodon callawayi — Platte tanden \| \| \| \| \| \| Phalarodon fraasi — Platte tanden \| \| \| \| |
|  | |
|  | Phalarodon callawayi — Platte tanden                                                                       |
|  | |
|  | Phalarodon fraasi — Platte tanden                                                                          |
|  | |

|  | Phalarodon callawayi — Platte tanden |
|  |                                      |
|  | Phalarodon fraasi — Platte tanden    |
|  |                                      |

|  | Mixosaurus kuhnschnyderi — Afgeronde tanden |
|  |                                             |
|  | Mixosaurus panxianensis — Afgeronde tanden  |
|  |                                             |

|  | Phalarodon atavus — Conische tanden                                                                        |
|  | |
|  | \| \| Phalarodon callawayi — Platte tanden \| \| \| \| \| \| Phalarodon fraasi — Platte tanden \| \| \| \| |
|  | |
|  | Phalarodon callawayi — Platte tanden                                                                       |
|  | |
|  | Phalarodon fraasi — Platte tanden                                                                          |
|  | |

|  | Phalarodon callawayi — Platte tanden |
|  |                                      |
|  | Phalarodon fraasi — Platte tanden    |
|  |                                      |

|  | Mixosaurus kuhnschnyderi — Afgeronde tanden |
|  |                                             |
|  | Mixosaurus panxianensis — Afgeronde tanden  |
|  |                                             |

|  | Phalarodon atavus — Conische tanden                                                                        |
|  | |
|  | \| \| Phalarodon callawayi — Platte tanden \| \| \| \| \| \| Phalarodon fraasi — Platte tanden \| \| \| \| |
|  | |
|  | Phalarodon callawayi — Platte tanden                                                                       |
|  | |
|  | Phalarodon fraasi — Platte tanden                                                                          |
|  | |

|  | Phalarodon callawayi — Platte tanden |
|  |                                      |
|  | Phalarodon fraasi — Platte tanden    |
|  |                                      |

|  | Cymbospondylus buchseri — Conische tanden |
|  |                                           |
|  | Cymbospondylus nichollsi                  |
|  |                                           |
|  | Cymbospondylus piscosus — Conische tanden |
|  |                                           |
|  | Thalattoarchon — Conische tanden          |
|  |                                           |
|  | Xinminosaurus — Platte tanden             |
|  |                                           |

|  | Mixosaurus kuhnschnyderi — Afgeronde tanden |
|  |                                             |
|  | Mixosaurus panxianensis — Afgeronde tanden  |
|  |                                             |

|  | Phalarodon atavus — Conische tanden                                                                        |
|  | |
|  | \| \| Phalarodon callawayi — Platte tanden \| \| \| \| \| \| Phalarodon fraasi — Platte tanden \| \| \| \| |
|  | |
|  | Phalarodon callawayi — Platte tanden                                                                       |
|  | |
|  | Phalarodon fraasi — Platte tanden                                                                          |
|  | |

|  | Phalarodon callawayi — Platte tanden |
|  |                                      |
|  | Phalarodon fraasi — Platte tanden    |
|  |                                      |

|  | Mixosaurus kuhnschnyderi — Afgeronde tanden |
|  |                                             |
|  | Mixosaurus panxianensis — Afgeronde tanden  |
|  |                                             |

|  | Phalarodon atavus — Conische tanden                                                                        |
|  | |
|  | \| \| Phalarodon callawayi — Platte tanden \| \| \| \| \| \| Phalarodon fraasi — Platte tanden \| \| \| \| |
|  | |
|  | Phalarodon callawayi — Platte tanden                                                                       |
|  | |
|  | Phalarodon fraasi — Platte tanden                                                                          |
|  | |

|  | Phalarodon callawayi — Platte tanden |
|  |                                      |
|  | Phalarodon fraasi — Platte tanden    |
|  |                                      |

|  | Mixosaurus kuhnschnyderi — Afgeronde tanden |
|  |                                             |
|  | Mixosaurus panxianensis — Afgeronde tanden  |
|  |                                             |

|  | Phalarodon atavus — Conische tanden                                                                        |
|  | |
|  | \| \| Phalarodon callawayi — Platte tanden \| \| \| \| \| \| Phalarodon fraasi — Platte tanden \| \| \| \| |
|  | |
|  | Phalarodon callawayi — Platte tanden                                                                       |
|  | |
|  | Phalarodon fraasi — Platte tanden                                                                          |
|  | |

|  | Phalarodon callawayi — Platte tanden |
|  |                                      |
|  | Phalarodon fraasi — Platte tanden    |
|  |                                      |

|  | Mixosaurus kuhnschnyderi — Afgeronde tanden |
|  |                                             |
|  | Mixosaurus panxianensis — Afgeronde tanden  |
|  |                                             |

|  | Phalarodon atavus — Conische tanden                                                                        |
|  | |
|  | \| \| Phalarodon callawayi — Platte tanden \| \| \| \| \| \| Phalarodon fraasi — Platte tanden \| \| \| \| |
|  | |
|  | Phalarodon callawayi — Platte tanden                                                                       |
|  | |
|  | Phalarodon fraasi — Platte tanden                                                                          |
|  | |

|  | Phalarodon callawayi — Platte tanden |
|  |                                      |
|  | Phalarodon fraasi — Platte tanden    |
|  |                                      |

|  | Utatsusaurus — Conische tanden                                                               |
|  |                                                                                              |
|  | Parvinatator — Conische tanden                                                               |
|  |                                                                                              |
|  | \| \| Grippia — Afgeronde tanden \| \| \| \| \| \| Gulosaurus — Afgeronde tanden \| \| \| \| |
|  |                                                                                              |
|  | Grippia — Afgeronde tanden                                                                   |
|  |                                                                                              |
|  | Gulosaurus — Afgeronde tanden                                                                |
|  |                                                                                              |

|  | Grippia — Afgeronde tanden    |
|  |                               |
|  | Gulosaurus — Afgeronde tanden |
|  |                               |

|  | Cymbospondylus buchseri — Conische tanden |
|  |                                           |
|  | Cymbospondylus nichollsi                  |
|  |                                           |
|  | Cymbospondylus piscosus — Conische tanden |
|  |                                           |
|  | Thalattoarchon — Conische tanden          |
|  |                                           |
|  | Xinminosaurus — Platte tanden             |
|  |                                           |

|  | Mixosaurus kuhnschnyderi — Afgeronde tanden |
|  |                                             |
|  | Mixosaurus panxianensis — Afgeronde tanden  |
|  |                                             |

|  | Phalarodon atavus — Conische tanden                                                                        |
|  | |
|  | \| \| Phalarodon callawayi — Platte tanden \| \| \| \| \| \| Phalarodon fraasi — Platte tanden \| \| \| \| |
|  | |
|  | Phalarodon callawayi — Platte tanden                                                                       |
|  | |
|  | Phalarodon fraasi — Platte tanden                                                                          |
|  | |

|  | Phalarodon callawayi — Platte tanden |
|  |                                      |
|  | Phalarodon fraasi — Platte tanden    |
|  |                                      |

|  | Mixosaurus kuhnschnyderi — Afgeronde tanden |
|  |                                             |
|  | Mixosaurus panxianensis — Afgeronde tanden  |
|  |                                             |

|  | Phalarodon atavus — Conische tanden                                                                        |
|  | |
|  | \| \| Phalarodon callawayi — Platte tanden \| \| \| \| \| \| Phalarodon fraasi — Platte tanden \| \| \| \| |
|  | |
|  | Phalarodon callawayi — Platte tanden                                                                       |
|  | |
|  | Phalarodon fraasi — Platte tanden                                                                          |
|  | |

|  | Phalarodon callawayi — Platte tanden |
|  |                                      |
|  | Phalarodon fraasi — Platte tanden    |
|  |                                      |

|  | Mixosaurus kuhnschnyderi — Afgeronde tanden |
|  |                                             |
|  | Mixosaurus panxianensis — Afgeronde tanden  |
|  |                                             |

|  | Phalarodon atavus — Conische tanden                                                                        |
|  | |
|  | \| \| Phalarodon callawayi — Platte tanden \| \| \| \| \| \| Phalarodon fraasi — Platte tanden \| \| \| \| |
|  | |
|  | Phalarodon callawayi — Platte tanden                                                                       |
|  | |
|  | Phalarodon fraasi — Platte tanden                                                                          |
|  | |

|  | Phalarodon callawayi — Platte tanden |
|  |                                      |
|  | Phalarodon fraasi — Platte tanden    |
|  |                                      |

|  | Mixosaurus kuhnschnyderi — Afgeronde tanden |
|  |                                             |
|  | Mixosaurus panxianensis — Afgeronde tanden  |
|  |                                             |

|  | Phalarodon atavus — Conische tanden                                                                        |
|  | |
|  | \| \| Phalarodon callawayi — Platte tanden \| \| \| \| \| \| Phalarodon fraasi — Platte tanden \| \| \| \| |
|  | |
|  | Phalarodon callawayi — Platte tanden                                                                       |
|  | |
|  | Phalarodon fraasi — Platte tanden                                                                          |
|  | |

|  | Phalarodon callawayi — Platte tanden |
|  |                                      |
|  | Phalarodon fraasi — Platte tanden    |
|  |                                      |

|  | Cymbospondylus buchseri — Conische tanden |
|  |                                           |
|  | Cymbospondylus nichollsi                  |
|  |                                           |
|  | Cymbospondylus piscosus — Conische tanden |
|  |                                           |
|  | Thalattoarchon — Conische tanden          |
|  |                                           |
|  | Xinminosaurus — Platte tanden             |
|  |                                           |

|  | Mixosaurus kuhnschnyderi — Afgeronde tanden |
|  |                                             |
|  | Mixosaurus panxianensis — Afgeronde tanden  |
|  |                                             |

|  | Phalarodon atavus — Conische tanden                                                                        |
|  | |
|  | \| \| Phalarodon callawayi — Platte tanden \| \| \| \| \| \| Phalarodon fraasi — Platte tanden \| \| \| \| |
|  | |
|  | Phalarodon callawayi — Platte tanden                                                                       |
|  | |
|  | Phalarodon fraasi — Platte tanden                                                                          |
|  | |

|  | Phalarodon callawayi — Platte tanden |
|  |                                      |
|  | Phalarodon fraasi — Platte tanden    |
|  |                                      |

|  | Mixosaurus kuhnschnyderi — Afgeronde tanden |
|  |                                             |
|  | Mixosaurus panxianensis — Afgeronde tanden  |
|  |                                             |

|  | Phalarodon atavus — Conische tanden                                                                        |
|  | |
|  | \| \| Phalarodon callawayi — Platte tanden \| \| \| \| \| \| Phalarodon fraasi — Platte tanden \| \| \| \| |
|  | |
|  | Phalarodon callawayi — Platte tanden                                                                       |
|  | |
|  | Phalarodon fraasi — Platte tanden                                                                          |
|  | |

|  | Phalarodon callawayi — Platte tanden |
|  |                                      |
|  | Phalarodon fraasi — Platte tanden    |
|  |                                      |

|  | Mixosaurus kuhnschnyderi — Afgeronde tanden |
|  |                                             |
|  | Mixosaurus panxianensis — Afgeronde tanden  |
|  |                                             |

|  | Phalarodon atavus — Conische tanden                                                                        |
|  | |
|  | \| \| Phalarodon callawayi — Platte tanden \| \| \| \| \| \| Phalarodon fraasi — Platte tanden \| \| \| \| |
|  | |
|  | Phalarodon callawayi — Platte tanden                                                                       |
|  | |
|  | Phalarodon fraasi — Platte tanden                                                                          |
|  | |

|  | Phalarodon callawayi — Platte tanden |
|  |                                      |
|  | Phalarodon fraasi — Platte tanden    |
|  |                                      |

|  | Mixosaurus kuhnschnyderi — Afgeronde tanden |
|  |                                             |
|  | Mixosaurus panxianensis — Afgeronde tanden  |
|  |                                             |

|  | Phalarodon atavus — Conische tanden                                                                        |
|  | |
|  | \| \| Phalarodon callawayi — Platte tanden \| \| \| \| \| \| Phalarodon fraasi — Platte tanden \| \| \| \| |
|  | |
|  | Phalarodon callawayi — Platte tanden                                                                       |
|  | |
|  | Phalarodon fraasi — Platte tanden                                                                          |
|  | |

|  | Phalarodon callawayi — Platte tanden |
|  |                                      |
|  | Phalarodon fraasi — Platte tanden    |
|  |                                      |

|  | Chaohusaurus geishanensis — Afgeronde tanden                                                                                     |
|  | |
|  | Chaohusaurus zhangjiawanensis |
|  | |
|  | \| \| Chaohusaurus brevifemoralis — Afgeronde tanden \| \| \| \| \| \| Chaohusaurus chaoxianensis — Afgeronde tanden \| \| \| \| |
|  | |
|  | Chaohusaurus brevifemoralis — Afgeronde tanden                                                                                   |
|  | |
|  | Chaohusaurus chaoxianensis — Afgeronde tanden                                                                                    |
|  | |

|  | Chaohusaurus brevifemoralis — Afgeronde tanden |
|  |                                                |
|  | Chaohusaurus chaoxianensis — Afgeronde tanden  |
|  |                                                |

|  | Utatsusaurus — Conische tanden                                                               |
|  |                                                                                              |
|  | Parvinatator — Conische tanden                                                               |
|  |                                                                                              |
|  | \| \| Grippia — Afgeronde tanden \| \| \| \| \| \| Gulosaurus — Afgeronde tanden \| \| \| \| |
|  |                                                                                              |
|  | Grippia — Afgeronde tanden                                                                   |
|  |                                                                                              |
|  | Gulosaurus — Afgeronde tanden                                                                |
|  |                                                                                              |

|  | Grippia — Afgeronde tanden    |
|  |                               |
|  | Gulosaurus — Afgeronde tanden |
|  |                               |

|  | Cymbospondylus buchseri — Conische tanden |
|  |                                           |
|  | Cymbospondylus nichollsi                  |
|  |                                           |
|  | Cymbospondylus piscosus — Conische tanden |
|  |                                           |
|  | Thalattoarchon — Conische tanden          |
|  |                                           |
|  | Xinminosaurus — Platte tanden             |
|  |                                           |

|  | Mixosaurus kuhnschnyderi — Afgeronde tanden |
|  |                                             |
|  | Mixosaurus panxianensis — Afgeronde tanden  |
|  |                                             |

|  | Phalarodon atavus — Conische tanden                                                                        |
|  | |
|  | \| \| Phalarodon callawayi — Platte tanden \| \| \| \| \| \| Phalarodon fraasi — Platte tanden \| \| \| \| |
|  | |
|  | Phalarodon callawayi — Platte tanden                                                                       |
|  | |
|  | Phalarodon fraasi — Platte tanden                                                                          |
|  | |

|  | Phalarodon callawayi — Platte tanden |
|  |                                      |
|  | Phalarodon fraasi — Platte tanden    |
|  |                                      |

|  | Mixosaurus kuhnschnyderi — Afgeronde tanden |
|  |                                             |
|  | Mixosaurus panxianensis — Afgeronde tanden  |
|  |                                             |

|  | Phalarodon atavus — Conische tanden                                                                        |
|  | |
|  | \| \| Phalarodon callawayi — Platte tanden \| \| \| \| \| \| Phalarodon fraasi — Platte tanden \| \| \| \| |
|  | |
|  | Phalarodon callawayi — Platte tanden                                                                       |
|  | |
|  | Phalarodon fraasi — Platte tanden                                                                          |
|  | |

|  | Phalarodon callawayi — Platte tanden |
|  |                                      |
|  | Phalarodon fraasi — Platte tanden    |
|  |                                      |

|  | Mixosaurus kuhnschnyderi — Afgeronde tanden |
|  |                                             |
|  | Mixosaurus panxianensis — Afgeronde tanden  |
|  |                                             |

|  | Phalarodon atavus — Conische tanden                                                                        |
|  | |
|  | \| \| Phalarodon callawayi — Platte tanden \| \| \| \| \| \| Phalarodon fraasi — Platte tanden \| \| \| \| |
|  | |
|  | Phalarodon callawayi — Platte tanden                                                                       |
|  | |
|  | Phalarodon fraasi — Platte tanden                                                                          |
|  | |

|  | Phalarodon callawayi — Platte tanden |
|  |                                      |
|  | Phalarodon fraasi — Platte tanden    |
|  |                                      |

|  | Mixosaurus kuhnschnyderi — Afgeronde tanden |
|  |                                             |
|  | Mixosaurus panxianensis — Afgeronde tanden  |
|  |                                             |

|  | Phalarodon atavus — Conische tanden                                                                        |
|  | |
|  | \| \| Phalarodon callawayi — Platte tanden \| \| \| \| \| \| Phalarodon fraasi — Platte tanden \| \| \| \| |
|  | |
|  | Phalarodon callawayi — Platte tanden                                                                       |
|  | |
|  | Phalarodon fraasi — Platte tanden                                                                          |
|  | |

|  | Phalarodon callawayi — Platte tanden |
|  |                                      |
|  | Phalarodon fraasi — Platte tanden    |
|  |                                      |

|  | Cymbospondylus buchseri — Conische tanden |
|  |                                           |
|  | Cymbospondylus nichollsi                  |
|  |                                           |
|  | Cymbospondylus piscosus — Conische tanden |
|  |                                           |
|  | Thalattoarchon — Conische tanden          |
|  |                                           |
|  | Xinminosaurus — Platte tanden             |
|  |                                           |

|  | Mixosaurus kuhnschnyderi — Afgeronde tanden |
|  |                                             |
|  | Mixosaurus panxianensis — Afgeronde tanden  |
|  |                                             |

|  | Phalarodon atavus — Conische tanden                                                                        |
|  | |
|  | \| \| Phalarodon callawayi — Platte tanden \| \| \| \| \| \| Phalarodon fraasi — Platte tanden \| \| \| \| |
|  | |
|  | Phalarodon callawayi — Platte tanden                                                                       |
|  | |
|  | Phalarodon fraasi — Platte tanden                                                                          |
|  | |

|  | Phalarodon callawayi — Platte tanden |
|  |                                      |
|  | Phalarodon fraasi — Platte tanden    |
|  |                                      |

|  | Mixosaurus kuhnschnyderi — Afgeronde tanden |
|  |                                             |
|  | Mixosaurus panxianensis — Afgeronde tanden  |
|  |                                             |

|  | Phalarodon atavus — Conische tanden                                                                        |
|  | |
|  | \| \| Phalarodon callawayi — Platte tanden \| \| \| \| \| \| Phalarodon fraasi — Platte tanden \| \| \| \| |
|  | |
|  | Phalarodon callawayi — Platte tanden                                                                       |
|  | |
|  | Phalarodon fraasi — Platte tanden                                                                          |
|  | |

|  | Phalarodon callawayi — Platte tanden |
|  |                                      |
|  | Phalarodon fraasi — Platte tanden    |
|  |                                      |

|  | Mixosaurus kuhnschnyderi — Afgeronde tanden |
|  |                                             |
|  | Mixosaurus panxianensis — Afgeronde tanden  |
|  |                                             |

|  | Phalarodon atavus — Conische tanden                                                                        |
|  | |
|  | \| \| Phalarodon callawayi — Platte tanden \| \| \| \| \| \| Phalarodon fraasi — Platte tanden \| \| \| \| |
|  | |
|  | Phalarodon callawayi — Platte tanden                                                                       |
|  | |
|  | Phalarodon fraasi — Platte tanden                                                                          |
|  | |

|  | Phalarodon callawayi — Platte tanden |
|  |                                      |
|  | Phalarodon fraasi — Platte tanden    |
|  |                                      |

|  | Mixosaurus kuhnschnyderi — Afgeronde tanden |
|  |                                             |
|  | Mixosaurus panxianensis — Afgeronde tanden  |
|  |                                             |

|  | Phalarodon atavus — Conische tanden                                                                        |
|  | |
|  | \| \| Phalarodon callawayi — Platte tanden \| \| \| \| \| \| Phalarodon fraasi — Platte tanden \| \| \| \| |
|  | |
|  | Phalarodon callawayi — Platte tanden                                                                       |
|  | |
|  | Phalarodon fraasi — Platte tanden                                                                          |
|  | |

|  | Phalarodon callawayi — Platte tanden |
|  |                                      |
|  | Phalarodon fraasi — Platte tanden    |
|  |                                      |

|  | Utatsusaurus — Conische tanden                                                               |
|  |                                                                                              |
|  | Parvinatator — Conische tanden                                                               |
|  |                                                                                              |
|  | \| \| Grippia — Afgeronde tanden \| \| \| \| \| \| Gulosaurus — Afgeronde tanden \| \| \| \| |
|  |                                                                                              |
|  | Grippia — Afgeronde tanden                                                                   |
|  |                                                                                              |
|  | Gulosaurus — Afgeronde tanden                                                                |
|  |                                                                                              |

|  | Grippia — Afgeronde tanden    |
|  |                               |
|  | Gulosaurus — Afgeronde tanden |
|  |                               |

|  | Cymbospondylus buchseri — Conische tanden |
|  |                                           |
|  | Cymbospondylus nichollsi                  |
|  |                                           |
|  | Cymbospondylus piscosus — Conische tanden |
|  |                                           |
|  | Thalattoarchon — Conische tanden          |
|  |                                           |
|  | Xinminosaurus — Platte tanden             |
|  |                                           |

|  | Mixosaurus kuhnschnyderi — Afgeronde tanden |
|  |                                             |
|  | Mixosaurus panxianensis — Afgeronde tanden  |
|  |                                             |

|  | Phalarodon atavus — Conische tanden                                                                        |
|  | |
|  | \| \| Phalarodon callawayi — Platte tanden \| \| \| \| \| \| Phalarodon fraasi — Platte tanden \| \| \| \| |
|  | |
|  | Phalarodon callawayi — Platte tanden                                                                       |
|  | |
|  | Phalarodon fraasi — Platte tanden                                                                          |
|  | |

|  | Phalarodon callawayi — Platte tanden |
|  |                                      |
|  | Phalarodon fraasi — Platte tanden    |
|  |                                      |

|  | Mixosaurus kuhnschnyderi — Afgeronde tanden |
|  |                                             |
|  | Mixosaurus panxianensis — Afgeronde tanden  |
|  |                                             |

|  | Phalarodon atavus — Conische tanden                                                                        |
|  | |
|  | \| \| Phalarodon callawayi — Platte tanden \| \| \| \| \| \| Phalarodon fraasi — Platte tanden \| \| \| \| |
|  | |
|  | Phalarodon callawayi — Platte tanden                                                                       |
|  | |
|  | Phalarodon fraasi — Platte tanden                                                                          |
|  | |

|  | Phalarodon callawayi — Platte tanden |
|  |                                      |
|  | Phalarodon fraasi — Platte tanden    |
|  |                                      |

|  | Mixosaurus kuhnschnyderi — Afgeronde tanden |
|  |                                             |
|  | Mixosaurus panxianensis — Afgeronde tanden  |
|  |                                             |

|  | Phalarodon atavus — Conische tanden                                                                        |
|  | |
|  | \| \| Phalarodon callawayi — Platte tanden \| \| \| \| \| \| Phalarodon fraasi — Platte tanden \| \| \| \| |
|  | |
|  | Phalarodon callawayi — Platte tanden                                                                       |
|  | |
|  | Phalarodon fraasi — Platte tanden                                                                          |
|  | |

|  | Phalarodon callawayi — Platte tanden |
|  |                                      |
|  | Phalarodon fraasi — Platte tanden    |
|  |                                      |

|  | Mixosaurus kuhnschnyderi — Afgeronde tanden |
|  |                                             |
|  | Mixosaurus panxianensis — Afgeronde tanden  |
|  |                                             |

|  | Phalarodon atavus — Conische tanden                                                                        |
|  | |
|  | \| \| Phalarodon callawayi — Platte tanden \| \| \| \| \| \| Phalarodon fraasi — Platte tanden \| \| \| \| |
|  | |
|  | Phalarodon callawayi — Platte tanden                                                                       |
|  | |
|  | Phalarodon fraasi — Platte tanden                                                                          |
|  | |

|  | Phalarodon callawayi — Platte tanden |
|  |                                      |
|  | Phalarodon fraasi — Platte tanden    |
|  |                                      |

|  | Cymbospondylus buchseri — Conische tanden |
|  |                                           |
|  | Cymbospondylus nichollsi                  |
|  |                                           |
|  | Cymbospondylus piscosus — Conische tanden |
|  |                                           |
|  | Thalattoarchon — Conische tanden          |
|  |                                           |
|  | Xinminosaurus — Platte tanden             |
|  |                                           |

|  | Mixosaurus kuhnschnyderi — Afgeronde tanden |
|  |                                             |
|  | Mixosaurus panxianensis — Afgeronde tanden  |
|  |                                             |

|  | Phalarodon atavus — Conische tanden                                                                        |
|  | |
|  | \| \| Phalarodon callawayi — Platte tanden \| \| \| \| \| \| Phalarodon fraasi — Platte tanden \| \| \| \| |
|  | |
|  | Phalarodon callawayi — Platte tanden                                                                       |
|  | |
|  | Phalarodon fraasi — Platte tanden                                                                          |
|  | |

|  | Phalarodon callawayi — Platte tanden |
|  |                                      |
|  | Phalarodon fraasi — Platte tanden    |
|  |                                      |

|  | Mixosaurus kuhnschnyderi — Afgeronde tanden |
|  |                                             |
|  | Mixosaurus panxianensis — Afgeronde tanden  |
|  |                                             |

|  | Phalarodon atavus — Conische tanden                                                                        |
|  | |
|  | \| \| Phalarodon callawayi — Platte tanden \| \| \| \| \| \| Phalarodon fraasi — Platte tanden \| \| \| \| |
|  | |
|  | Phalarodon callawayi — Platte tanden                                                                       |
|  | |
|  | Phalarodon fraasi — Platte tanden                                                                          |
|  | |

|  | Phalarodon callawayi — Platte tanden |
|  |                                      |
|  | Phalarodon fraasi — Platte tanden    |
|  |                                      |

|  | Mixosaurus kuhnschnyderi — Afgeronde tanden |
|  |                                             |
|  | Mixosaurus panxianensis — Afgeronde tanden  |
|  |                                             |

|  | Phalarodon atavus — Conische tanden                                                                        |
|  | |
|  | \| \| Phalarodon callawayi — Platte tanden \| \| \| \| \| \| Phalarodon fraasi — Platte tanden \| \| \| \| |
|  | |
|  | Phalarodon callawayi — Platte tanden                                                                       |
|  | |
|  | Phalarodon fraasi — Platte tanden                                                                          |
|  | |

|  | Phalarodon callawayi — Platte tanden |
|  |                                      |
|  | Phalarodon fraasi — Platte tanden    |
|  |                                      |

|  | Mixosaurus kuhnschnyderi — Afgeronde tanden |
|  |                                             |
|  | Mixosaurus panxianensis — Afgeronde tanden  |
|  |                                             |

|  | Phalarodon atavus — Conische tanden                                                                        |
|  | |
|  | \| \| Phalarodon callawayi — Platte tanden \| \| \| \| \| \| Phalarodon fraasi — Platte tanden \| \| \| \| |
|  | |
|  | Phalarodon callawayi — Platte tanden                                                                       |
|  | |
|  | Phalarodon fraasi — Platte tanden                                                                          |
|  | |

|  | Phalarodon callawayi — Platte tanden |
|  |                                      |
|  | Phalarodon fraasi — Platte tanden    |
|  |                                      |

|  | Sclerocormus                  |
|  |                               |
|  | Cartorhynchus — Platte tanden |
|  |                               |

|  | Chaohusaurus geishanensis — Afgeronde tanden                                                                                     |
|  | |
|  | Chaohusaurus zhangjiawanensis |
|  | |
|  | \| \| Chaohusaurus brevifemoralis — Afgeronde tanden \| \| \| \| \| \| Chaohusaurus chaoxianensis — Afgeronde tanden \| \| \| \| |
|  | |
|  | Chaohusaurus brevifemoralis — Afgeronde tanden                                                                                   |
|  | |
|  | Chaohusaurus chaoxianensis — Afgeronde tanden                                                                                    |
|  | |

|  | Chaohusaurus brevifemoralis — Afgeronde tanden |
|  |                                                |
|  | Chaohusaurus chaoxianensis — Afgeronde tanden  |
|  |                                                |

|  | Utatsusaurus — Conische tanden                                                               |
|  |                                                                                              |
|  | Parvinatator — Conische tanden                                                               |
|  |                                                                                              |
|  | \| \| Grippia — Afgeronde tanden \| \| \| \| \| \| Gulosaurus — Afgeronde tanden \| \| \| \| |
|  |                                                                                              |
|  | Grippia — Afgeronde tanden                                                                   |
|  |                                                                                              |
|  | Gulosaurus — Afgeronde tanden                                                                |
|  |                                                                                              |

|  | Grippia — Afgeronde tanden    |
|  |                               |
|  | Gulosaurus — Afgeronde tanden |
|  |                               |

|  | Cymbospondylus buchseri — Conische tanden |
|  |                                           |
|  | Cymbospondylus nichollsi                  |
|  |                                           |
|  | Cymbospondylus piscosus — Conische tanden |
|  |                                           |
|  | Thalattoarchon — Conische tanden          |
|  |                                           |
|  | Xinminosaurus — Platte tanden             |
|  |                                           |

|  | Mixosaurus kuhnschnyderi — Afgeronde tanden |
|  |                                             |
|  | Mixosaurus panxianensis — Afgeronde tanden  |
|  |                                             |

|  | Phalarodon atavus — Conische tanden                                                                        |
|  | |
|  | \| \| Phalarodon callawayi — Platte tanden \| \| \| \| \| \| Phalarodon fraasi — Platte tanden \| \| \| \| |
|  | |
|  | Phalarodon callawayi — Platte tanden                                                                       |
|  | |
|  | Phalarodon fraasi — Platte tanden                                                                          |
|  | |

|  | Phalarodon callawayi — Platte tanden |
|  |                                      |
|  | Phalarodon fraasi — Platte tanden    |
|  |                                      |

|  | Mixosaurus kuhnschnyderi — Afgeronde tanden |
|  |                                             |
|  | Mixosaurus panxianensis — Afgeronde tanden  |
|  |                                             |

|  | Phalarodon atavus — Conische tanden                                                                        |
|  | |
|  | \| \| Phalarodon callawayi — Platte tanden \| \| \| \| \| \| Phalarodon fraasi — Platte tanden \| \| \| \| |
|  | |
|  | Phalarodon callawayi — Platte tanden                                                                       |
|  | |
|  | Phalarodon fraasi — Platte tanden                                                                          |
|  | |

|  | Phalarodon callawayi — Platte tanden |
|  |                                      |
|  | Phalarodon fraasi — Platte tanden    |
|  |                                      |

|  | Mixosaurus kuhnschnyderi — Afgeronde tanden |
|  |                                             |
|  | Mixosaurus panxianensis — Afgeronde tanden  |
|  |                                             |

|  | Phalarodon atavus — Conische tanden                                                                        |
|  | |
|  | \| \| Phalarodon callawayi — Platte tanden \| \| \| \| \| \| Phalarodon fraasi — Platte tanden \| \| \| \| |
|  | |
|  | Phalarodon callawayi — Platte tanden                                                                       |
|  | |
|  | Phalarodon fraasi — Platte tanden                                                                          |
|  | |

|  | Phalarodon callawayi — Platte tanden |
|  |                                      |
|  | Phalarodon fraasi — Platte tanden    |
|  |                                      |

|  | Mixosaurus kuhnschnyderi — Afgeronde tanden |
|  |                                             |
|  | Mixosaurus panxianensis — Afgeronde tanden  |
|  |                                             |

|  | Phalarodon atavus — Conische tanden                                                                        |
|  | |
|  | \| \| Phalarodon callawayi — Platte tanden \| \| \| \| \| \| Phalarodon fraasi — Platte tanden \| \| \| \| |
|  | |
|  | Phalarodon callawayi — Platte tanden                                                                       |
|  | |
|  | Phalarodon fraasi — Platte tanden                                                                          |
|  | |

|  | Phalarodon callawayi — Platte tanden |
|  |                                      |
|  | Phalarodon fraasi — Platte tanden    |
|  |                                      |

|  | Cymbospondylus buchseri — Conische tanden |
|  |                                           |
|  | Cymbospondylus nichollsi                  |
|  |                                           |
|  | Cymbospondylus piscosus — Conische tanden |
|  |                                           |
|  | Thalattoarchon — Conische tanden          |
|  |                                           |
|  | Xinminosaurus — Platte tanden             |
|  |                                           |

|  | Mixosaurus kuhnschnyderi — Afgeronde tanden |
|  |                                             |
|  | Mixosaurus panxianensis — Afgeronde tanden  |
|  |                                             |

|  | Phalarodon atavus — Conische tanden                                                                        |
|  | |
|  | \| \| Phalarodon callawayi — Platte tanden \| \| \| \| \| \| Phalarodon fraasi — Platte tanden \| \| \| \| |
|  | |
|  | Phalarodon callawayi — Platte tanden                                                                       |
|  | |
|  | Phalarodon fraasi — Platte tanden                                                                          |
|  | |

|  | Phalarodon callawayi — Platte tanden |
|  |                                      |
|  | Phalarodon fraasi — Platte tanden    |
|  |                                      |

|  | Mixosaurus kuhnschnyderi — Afgeronde tanden |
|  |                                             |
|  | Mixosaurus panxianensis — Afgeronde tanden  |
|  |                                             |

|  | Phalarodon atavus — Conische tanden                                                                        |
|  | |
|  | \| \| Phalarodon callawayi — Platte tanden \| \| \| \| \| \| Phalarodon fraasi — Platte tanden \| \| \| \| |
|  | |
|  | Phalarodon callawayi — Platte tanden                                                                       |
|  | |
|  | Phalarodon fraasi — Platte tanden                                                                          |
|  | |

|  | Phalarodon callawayi — Platte tanden |
|  |                                      |
|  | Phalarodon fraasi — Platte tanden    |
|  |                                      |

|  | Mixosaurus kuhnschnyderi — Afgeronde tanden |
|  |                                             |
|  | Mixosaurus panxianensis — Afgeronde tanden  |
|  |                                             |

|  | Phalarodon atavus — Conische tanden                                                                        |
|  | |
|  | \| \| Phalarodon callawayi — Platte tanden \| \| \| \| \| \| Phalarodon fraasi — Platte tanden \| \| \| \| |
|  | |
|  | Phalarodon callawayi — Platte tanden                                                                       |
|  | |
|  | Phalarodon fraasi — Platte tanden                                                                          |
|  | |

|  | Phalarodon callawayi — Platte tanden |
|  |                                      |
|  | Phalarodon fraasi — Platte tanden    |
|  |                                      |

|  | Mixosaurus kuhnschnyderi — Afgeronde tanden |
|  |                                             |
|  | Mixosaurus panxianensis — Afgeronde tanden  |
|  |                                             |

|  | Phalarodon atavus — Conische tanden                                                                        |
|  | |
|  | \| \| Phalarodon callawayi — Platte tanden \| \| \| \| \| \| Phalarodon fraasi — Platte tanden \| \| \| \| |
|  | |
|  | Phalarodon callawayi — Platte tanden                                                                       |
|  | |
|  | Phalarodon fraasi — Platte tanden                                                                          |
|  | |

|  | Phalarodon callawayi — Platte tanden |
|  |                                      |
|  | Phalarodon fraasi — Platte tanden    |
|  |                                      |

|  | Utatsusaurus — Conische tanden                                                               |
|  |                                                                                              |
|  | Parvinatator — Conische tanden                                                               |
|  |                                                                                              |
|  | \| \| Grippia — Afgeronde tanden \| \| \| \| \| \| Gulosaurus — Afgeronde tanden \| \| \| \| |
|  |                                                                                              |
|  | Grippia — Afgeronde tanden                                                                   |
|  |                                                                                              |
|  | Gulosaurus — Afgeronde tanden                                                                |
|  |                                                                                              |

|  | Grippia — Afgeronde tanden    |
|  |                               |
|  | Gulosaurus — Afgeronde tanden |
|  |                               |

|  | Cymbospondylus buchseri — Conische tanden |
|  |                                           |
|  | Cymbospondylus nichollsi                  |
|  |                                           |
|  | Cymbospondylus piscosus — Conische tanden |
|  |                                           |
|  | Thalattoarchon — Conische tanden          |
|  |                                           |
|  | Xinminosaurus — Platte tanden             |
|  |                                           |

|  | Mixosaurus kuhnschnyderi — Afgeronde tanden |
|  |                                             |
|  | Mixosaurus panxianensis — Afgeronde tanden  |
|  |                                             |

|  | Phalarodon atavus — Conische tanden                                                                        |
|  | |
|  | \| \| Phalarodon callawayi — Platte tanden \| \| \| \| \| \| Phalarodon fraasi — Platte tanden \| \| \| \| |
|  | |
|  | Phalarodon callawayi — Platte tanden                                                                       |
|  | |
|  | Phalarodon fraasi — Platte tanden                                                                          |
|  | |

|  | Phalarodon callawayi — Platte tanden |
|  |                                      |
|  | Phalarodon fraasi — Platte tanden    |
|  |                                      |

|  | Mixosaurus kuhnschnyderi — Afgeronde tanden |
|  |                                             |
|  | Mixosaurus panxianensis — Afgeronde tanden  |
|  |                                             |

|  | Phalarodon atavus — Conische tanden                                                                        |
|  | |
|  | \| \| Phalarodon callawayi — Platte tanden \| \| \| \| \| \| Phalarodon fraasi — Platte tanden \| \| \| \| |
|  | |
|  | Phalarodon callawayi — Platte tanden                                                                       |
|  | |
|  | Phalarodon fraasi — Platte tanden                                                                          |
|  | |

|  | Phalarodon callawayi — Platte tanden |
|  |                                      |
|  | Phalarodon fraasi — Platte tanden    |
|  |                                      |

|  | Mixosaurus kuhnschnyderi — Afgeronde tanden |
|  |                                             |
|  | Mixosaurus panxianensis — Afgeronde tanden  |
|  |                                             |

|  | Phalarodon atavus — Conische tanden                                                                        |
|  | |
|  | \| \| Phalarodon callawayi — Platte tanden \| \| \| \| \| \| Phalarodon fraasi — Platte tanden \| \| \| \| |
|  | |
|  | Phalarodon callawayi — Platte tanden                                                                       |
|  | |
|  | Phalarodon fraasi — Platte tanden                                                                          |
|  | |

|  | Phalarodon callawayi — Platte tanden |
|  |                                      |
|  | Phalarodon fraasi — Platte tanden    |
|  |                                      |

|  | Mixosaurus kuhnschnyderi — Afgeronde tanden |
|  |                                             |
|  | Mixosaurus panxianensis — Afgeronde tanden  |
|  |                                             |

|  | Phalarodon atavus — Conische tanden                                                                        |
|  | |
|  | \| \| Phalarodon callawayi — Platte tanden \| \| \| \| \| \| Phalarodon fraasi — Platte tanden \| \| \| \| |
|  | |
|  | Phalarodon callawayi — Platte tanden                                                                       |
|  | |
|  | Phalarodon fraasi — Platte tanden                                                                          |
|  | |

|  | Phalarodon callawayi — Platte tanden |
|  |                                      |
|  | Phalarodon fraasi — Platte tanden    |
|  |                                      |

|  | Cymbospondylus buchseri — Conische tanden |
|  |                                           |
|  | Cymbospondylus nichollsi                  |
|  |                                           |
|  | Cymbospondylus piscosus — Conische tanden |
|  |                                           |
|  | Thalattoarchon — Conische tanden          |
|  |                                           |
|  | Xinminosaurus — Platte tanden             |
|  |                                           |

|  | Mixosaurus kuhnschnyderi — Afgeronde tanden |
|  |                                             |
|  | Mixosaurus panxianensis — Afgeronde tanden  |
|  |                                             |

|  | Phalarodon atavus — Conische tanden                                                                        |
|  | |
|  | \| \| Phalarodon callawayi — Platte tanden \| \| \| \| \| \| Phalarodon fraasi — Platte tanden \| \| \| \| |
|  | |
|  | Phalarodon callawayi — Platte tanden                                                                       |
|  | |
|  | Phalarodon fraasi — Platte tanden                                                                          |
|  | |

|  | Phalarodon callawayi — Platte tanden |
|  |                                      |
|  | Phalarodon fraasi — Platte tanden    |
|  |                                      |

|  | Mixosaurus kuhnschnyderi — Afgeronde tanden |
|  |                                             |
|  | Mixosaurus panxianensis — Afgeronde tanden  |
|  |                                             |

|  | Phalarodon atavus — Conische tanden                                                                        |
|  | |
|  | \| \| Phalarodon callawayi — Platte tanden \| \| \| \| \| \| Phalarodon fraasi — Platte tanden \| \| \| \| |
|  | |
|  | Phalarodon callawayi — Platte tanden                                                                       |
|  | |
|  | Phalarodon fraasi — Platte tanden                                                                          |
|  | |

|  | Phalarodon callawayi — Platte tanden |
|  |                                      |
|  | Phalarodon fraasi — Platte tanden    |
|  |                                      |

|  | Mixosaurus kuhnschnyderi — Afgeronde tanden |
|  |                                             |
|  | Mixosaurus panxianensis — Afgeronde tanden  |
|  |                                             |

|  | Phalarodon atavus — Conische tanden                                                                        |
|  | |
|  | \| \| Phalarodon callawayi — Platte tanden \| \| \| \| \| \| Phalarodon fraasi — Platte tanden \| \| \| \| |
|  | |
|  | Phalarodon callawayi — Platte tanden                                                                       |
|  | |
|  | Phalarodon fraasi — Platte tanden                                                                          |
|  | |

|  | Phalarodon callawayi — Platte tanden |
|  |                                      |
|  | Phalarodon fraasi — Platte tanden    |
|  |                                      |

|  | Mixosaurus kuhnschnyderi — Afgeronde tanden |
|  |                                             |
|  | Mixosaurus panxianensis — Afgeronde tanden  |
|  |                                             |

|  | Phalarodon atavus — Conische tanden                                                                        |
|  | |
|  | \| \| Phalarodon callawayi — Platte tanden \| \| \| \| \| \| Phalarodon fraasi — Platte tanden \| \| \| \| |
|  | |
|  | Phalarodon callawayi — Platte tanden                                                                       |
|  | |
|  | Phalarodon fraasi — Platte tanden                                                                          |
|  | |

|  | Phalarodon callawayi — Platte tanden |
|  |                                      |
|  | Phalarodon fraasi — Platte tanden    |
|  |                                      |

|  | Chaohusaurus geishanensis — Afgeronde tanden                                                                                     |
|  | |
|  | Chaohusaurus zhangjiawanensis |
|  | |
|  | \| \| Chaohusaurus brevifemoralis — Afgeronde tanden \| \| \| \| \| \| Chaohusaurus chaoxianensis — Afgeronde tanden \| \| \| \| |
|  | |
|  | Chaohusaurus brevifemoralis — Afgeronde tanden                                                                                   |
|  | |
|  | Chaohusaurus chaoxianensis — Afgeronde tanden                                                                                    |
|  | |

|  | Chaohusaurus brevifemoralis — Afgeronde tanden |
|  |                                                |
|  | Chaohusaurus chaoxianensis — Afgeronde tanden  |
|  |                                                |

|  | Utatsusaurus — Conische tanden                                                               |
|  |                                                                                              |
|  | Parvinatator — Conische tanden                                                               |
|  |                                                                                              |
|  | \| \| Grippia — Afgeronde tanden \| \| \| \| \| \| Gulosaurus — Afgeronde tanden \| \| \| \| |
|  |                                                                                              |
|  | Grippia — Afgeronde tanden                                                                   |
|  |                                                                                              |
|  | Gulosaurus — Afgeronde tanden                                                                |
|  |                                                                                              |

|  | Grippia — Afgeronde tanden    |
|  |                               |
|  | Gulosaurus — Afgeronde tanden |
|  |                               |

|  | Cymbospondylus buchseri — Conische tanden |
|  |                                           |
|  | Cymbospondylus nichollsi                  |
|  |                                           |
|  | Cymbospondylus piscosus — Conische tanden |
|  |                                           |
|  | Thalattoarchon — Conische tanden          |
|  |                                           |
|  | Xinminosaurus — Platte tanden             |
|  |                                           |

|  | Mixosaurus kuhnschnyderi — Afgeronde tanden |
|  |                                             |
|  | Mixosaurus panxianensis — Afgeronde tanden  |
|  |                                             |

|  | Phalarodon atavus — Conische tanden                                                                        |
|  | |
|  | \| \| Phalarodon callawayi — Platte tanden \| \| \| \| \| \| Phalarodon fraasi — Platte tanden \| \| \| \| |
|  | |
|  | Phalarodon callawayi — Platte tanden                                                                       |
|  | |
|  | Phalarodon fraasi — Platte tanden                                                                          |
|  | |

|  | Phalarodon callawayi — Platte tanden |
|  |                                      |
|  | Phalarodon fraasi — Platte tanden    |
|  |                                      |

|  | Mixosaurus kuhnschnyderi — Afgeronde tanden |
|  |                                             |
|  | Mixosaurus panxianensis — Afgeronde tanden  |
|  |                                             |

|  | Phalarodon atavus — Conische tanden                                                                        |
|  | |
|  | \| \| Phalarodon callawayi — Platte tanden \| \| \| \| \| \| Phalarodon fraasi — Platte tanden \| \| \| \| |
|  | |
|  | Phalarodon callawayi — Platte tanden                                                                       |
|  | |
|  | Phalarodon fraasi — Platte tanden                                                                          |
|  | |

|  | Phalarodon callawayi — Platte tanden |
|  |                                      |
|  | Phalarodon fraasi — Platte tanden    |
|  |                                      |

|  | Mixosaurus kuhnschnyderi — Afgeronde tanden |
|  |                                             |
|  | Mixosaurus panxianensis — Afgeronde tanden  |
|  |                                             |

|  | Phalarodon atavus — Conische tanden                                                                        |
|  | |
|  | \| \| Phalarodon callawayi — Platte tanden \| \| \| \| \| \| Phalarodon fraasi — Platte tanden \| \| \| \| |
|  | |
|  | Phalarodon callawayi — Platte tanden                                                                       |
|  | |
|  | Phalarodon fraasi — Platte tanden                                                                          |
|  | |

|  | Phalarodon callawayi — Platte tanden |
|  |                                      |
|  | Phalarodon fraasi — Platte tanden    |
|  |                                      |

|  | Mixosaurus kuhnschnyderi — Afgeronde tanden |
|  |                                             |
|  | Mixosaurus panxianensis — Afgeronde tanden  |
|  |                                             |

|  | Phalarodon atavus — Conische tanden                                                                        |
|  | |
|  | \| \| Phalarodon callawayi — Platte tanden \| \| \| \| \| \| Phalarodon fraasi — Platte tanden \| \| \| \| |
|  | |
|  | Phalarodon callawayi — Platte tanden                                                                       |
|  | |
|  | Phalarodon fraasi — Platte tanden                                                                          |
|  | |

|  | Phalarodon callawayi — Platte tanden |
|  |                                      |
|  | Phalarodon fraasi — Platte tanden    |
|  |                                      |

|  | Cymbospondylus buchseri — Conische tanden |
|  |                                           |
|  | Cymbospondylus nichollsi                  |
|  |                                           |
|  | Cymbospondylus piscosus — Conische tanden |
|  |                                           |
|  | Thalattoarchon — Conische tanden          |
|  |                                           |
|  | Xinminosaurus — Platte tanden             |
|  |                                           |

|  | Mixosaurus kuhnschnyderi — Afgeronde tanden |
|  |                                             |
|  | Mixosaurus panxianensis — Afgeronde tanden  |
|  |                                             |

|  | Phalarodon atavus — Conische tanden                                                                        |
|  | |
|  | \| \| Phalarodon callawayi — Platte tanden \| \| \| \| \| \| Phalarodon fraasi — Platte tanden \| \| \| \| |
|  | |
|  | Phalarodon callawayi — Platte tanden                                                                       |
|  | |
|  | Phalarodon fraasi — Platte tanden                                                                          |
|  | |

|  | Phalarodon callawayi — Platte tanden |
|  |                                      |
|  | Phalarodon fraasi — Platte tanden    |
|  |                                      |

|  | Mixosaurus kuhnschnyderi — Afgeronde tanden |
|  |                                             |
|  | Mixosaurus panxianensis — Afgeronde tanden  |
|  |                                             |

|  | Phalarodon atavus — Conische tanden                                                                        |
|  | |
|  | \| \| Phalarodon callawayi — Platte tanden \| \| \| \| \| \| Phalarodon fraasi — Platte tanden \| \| \| \| |
|  | |
|  | Phalarodon callawayi — Platte tanden                                                                       |
|  | |
|  | Phalarodon fraasi — Platte tanden                                                                          |
|  | |

|  | Phalarodon callawayi — Platte tanden |
|  |                                      |
|  | Phalarodon fraasi — Platte tanden    |
|  |                                      |

|  | Mixosaurus kuhnschnyderi — Afgeronde tanden |
|  |                                             |
|  | Mixosaurus panxianensis — Afgeronde tanden  |
|  |                                             |

|  | Phalarodon atavus — Conische tanden                                                                        |
|  | |
|  | \| \| Phalarodon callawayi — Platte tanden \| \| \| \| \| \| Phalarodon fraasi — Platte tanden \| \| \| \| |
|  | |
|  | Phalarodon callawayi — Platte tanden                                                                       |
|  | |
|  | Phalarodon fraasi — Platte tanden                                                                          |
|  | |

|  | Phalarodon callawayi — Platte tanden |
|  |                                      |
|  | Phalarodon fraasi — Platte tanden    |
|  |                                      |

|  | Mixosaurus kuhnschnyderi — Afgeronde tanden |
|  |                                             |
|  | Mixosaurus panxianensis — Afgeronde tanden  |
|  |                                             |

|  | Phalarodon atavus — Conische tanden                                                                        |
|  | |
|  | \| \| Phalarodon callawayi — Platte tanden \| \| \| \| \| \| Phalarodon fraasi — Platte tanden \| \| \| \| |
|  | |
|  | Phalarodon callawayi — Platte tanden                                                                       |
|  | |
|  | Phalarodon fraasi — Platte tanden                                                                          |
|  | |

|  | Phalarodon callawayi — Platte tanden |
|  |                                      |
|  | Phalarodon fraasi — Platte tanden    |
|  |                                      |

|  | Utatsusaurus — Conische tanden                                                               |
|  |                                                                                              |
|  | Parvinatator — Conische tanden                                                               |
|  |                                                                                              |
|  | \| \| Grippia — Afgeronde tanden \| \| \| \| \| \| Gulosaurus — Afgeronde tanden \| \| \| \| |
|  |                                                                                              |
|  | Grippia — Afgeronde tanden                                                                   |
|  |                                                                                              |
|  | Gulosaurus — Afgeronde tanden                                                                |
|  |                                                                                              |

|  | Grippia — Afgeronde tanden    |
|  |                               |
|  | Gulosaurus — Afgeronde tanden |
|  |                               |

|  | Cymbospondylus buchseri — Conische tanden |
|  |                                           |
|  | Cymbospondylus nichollsi                  |
|  |                                           |
|  | Cymbospondylus piscosus — Conische tanden |
|  |                                           |
|  | Thalattoarchon — Conische tanden          |
|  |                                           |
|  | Xinminosaurus — Platte tanden             |
|  |                                           |

|  | Mixosaurus kuhnschnyderi — Afgeronde tanden |
|  |                                             |
|  | Mixosaurus panxianensis — Afgeronde tanden  |
|  |                                             |

|  | Phalarodon atavus — Conische tanden                                                                        |
|  | |
|  | \| \| Phalarodon callawayi — Platte tanden \| \| \| \| \| \| Phalarodon fraasi — Platte tanden \| \| \| \| |
|  | |
|  | Phalarodon callawayi — Platte tanden                                                                       |
|  | |
|  | Phalarodon fraasi — Platte tanden                                                                          |
|  | |

|  | Phalarodon callawayi — Platte tanden |
|  |                                      |
|  | Phalarodon fraasi — Platte tanden    |
|  |                                      |

|  | Mixosaurus kuhnschnyderi — Afgeronde tanden |
|  |                                             |
|  | Mixosaurus panxianensis — Afgeronde tanden  |
|  |                                             |

|  | Phalarodon atavus — Conische tanden                                                                        |
|  | |
|  | \| \| Phalarodon callawayi — Platte tanden \| \| \| \| \| \| Phalarodon fraasi — Platte tanden \| \| \| \| |
|  | |
|  | Phalarodon callawayi — Platte tanden                                                                       |
|  | |
|  | Phalarodon fraasi — Platte tanden                                                                          |
|  | |

|  | Phalarodon callawayi — Platte tanden |
|  |                                      |
|  | Phalarodon fraasi — Platte tanden    |
|  |                                      |

|  | Mixosaurus kuhnschnyderi — Afgeronde tanden |
|  |                                             |
|  | Mixosaurus panxianensis — Afgeronde tanden  |
|  |                                             |

|  | Phalarodon atavus — Conische tanden                                                                        |
|  | |
|  | \| \| Phalarodon callawayi — Platte tanden \| \| \| \| \| \| Phalarodon fraasi — Platte tanden \| \| \| \| |
|  | |
|  | Phalarodon callawayi — Platte tanden                                                                       |
|  | |
|  | Phalarodon fraasi — Platte tanden                                                                          |
|  | |

|  | Phalarodon callawayi — Platte tanden |
|  |                                      |
|  | Phalarodon fraasi — Platte tanden    |
|  |                                      |

|  | Mixosaurus kuhnschnyderi — Afgeronde tanden |
|  |                                             |
|  | Mixosaurus panxianensis — Afgeronde tanden  |
|  |                                             |

|  | Phalarodon atavus — Conische tanden                                                                        |
|  | |
|  | \| \| Phalarodon callawayi — Platte tanden \| \| \| \| \| \| Phalarodon fraasi — Platte tanden \| \| \| \| |
|  | |
|  | Phalarodon callawayi — Platte tanden                                                                       |
|  | |
|  | Phalarodon fraasi — Platte tanden                                                                          |
|  | |

|  | Phalarodon callawayi — Platte tanden |
|  |                                      |
|  | Phalarodon fraasi — Platte tanden    |
|  |                                      |

|  | Cymbospondylus buchseri — Conische tanden |
|  |                                           |
|  | Cymbospondylus nichollsi                  |
|  |                                           |
|  | Cymbospondylus piscosus — Conische tanden |
|  |                                           |
|  | Thalattoarchon — Conische tanden          |
|  |                                           |
|  | Xinminosaurus — Platte tanden             |
|  |                                           |

|  | Mixosaurus kuhnschnyderi — Afgeronde tanden |
|  |                                             |
|  | Mixosaurus panxianensis — Afgeronde tanden  |
|  |                                             |

|  | Phalarodon atavus — Conische tanden                                                                        |
|  | |
|  | \| \| Phalarodon callawayi — Platte tanden \| \| \| \| \| \| Phalarodon fraasi — Platte tanden \| \| \| \| |
|  | |
|  | Phalarodon callawayi — Platte tanden                                                                       |
|  | |
|  | Phalarodon fraasi — Platte tanden                                                                          |
|  | |

|  | Phalarodon callawayi — Platte tanden |
|  |                                      |
|  | Phalarodon fraasi — Platte tanden    |
|  |                                      |

|  | Mixosaurus kuhnschnyderi — Afgeronde tanden |
|  |                                             |
|  | Mixosaurus panxianensis — Afgeronde tanden  |
|  |                                             |

|  | Phalarodon atavus — Conische tanden                                                                        |
|  | |
|  | \| \| Phalarodon callawayi — Platte tanden \| \| \| \| \| \| Phalarodon fraasi — Platte tanden \| \| \| \| |
|  | |
|  | Phalarodon callawayi — Platte tanden                                                                       |
|  | |
|  | Phalarodon fraasi — Platte tanden                                                                          |
|  | |

|  | Phalarodon callawayi — Platte tanden |
|  |                                      |
|  | Phalarodon fraasi — Platte tanden    |
|  |                                      |

|  | Mixosaurus kuhnschnyderi — Afgeronde tanden |
|  |                                             |
|  | Mixosaurus panxianensis — Afgeronde tanden  |
|  |                                             |

|  | Phalarodon atavus — Conische tanden                                                                        |
|  | |
|  | \| \| Phalarodon callawayi — Platte tanden \| \| \| \| \| \| Phalarodon fraasi — Platte tanden \| \| \| \| |
|  | |
|  | Phalarodon callawayi — Platte tanden                                                                       |
|  | |
|  | Phalarodon fraasi — Platte tanden                                                                          |
|  | |

|  | Phalarodon callawayi — Platte tanden |
|  |                                      |
|  | Phalarodon fraasi — Platte tanden    |
|  |                                      |

|  | Mixosaurus kuhnschnyderi — Afgeronde tanden |
|  |                                             |
|  | Mixosaurus panxianensis — Afgeronde tanden  |
|  |                                             |

|  | Phalarodon atavus — Conische tanden                                                                        |
|  | |
|  | \| \| Phalarodon callawayi — Platte tanden \| \| \| \| \| \| Phalarodon fraasi — Platte tanden \| \| \| \| |
|  | |
|  | Phalarodon callawayi — Platte tanden                                                                       |
|  | |
|  | Phalarodon fraasi — Platte tanden                                                                          |
|  | |

|  | Phalarodon callawayi — Platte tanden |
|  |                                      |
|  | Phalarodon fraasi — Platte tanden    |
|  |                                      |

### Evolutionaire geschiedenis
Het verschijnen van ichthyosauromorfen maakte deel uit van het herstel van mariene ecosystemen na de verwoestende Perm-Trias-massa-extinctie, het massale uitsterven aan de Perm-Trias-overgang. Algemeen werd aangenomen dat mariene ecosystemen hun volledige diversiteit pas vijf tot tien miljoen jaar na het massale uitsterven herstelden, en dat mariene reptielen langzamer herstelden van het uitsterven dan andere geslachten. De ontdekking van meerdere verschillende fauna's van mariene reptielen die voorkwamen in het Vroeg-Trias - inclusief Cartorhynchus - toonde later echter aan dat dit niet het geval was. In het bijzonder lijkt het erop dat ichthyosauriformen voor het eerst verschenen tijdens het Spathien substadium van het Olenekien en snel een hoge functionele diversiteit bereikten in de eerste miljoen jaar van hun evolutie. Ze bezetten een verscheidenheid aan niches ondanks de relatief lage soortendiversiteit, waaronder zowel demersale (bodembewonende) soorten als hupehsuchiërs en nasorostraïden, als pelagische (open water) soorten zoals ichthyopterygiërs.
Veel ichthyosauriformen uit het Vroeg- en Midden-Trias hadden molariforme tanden, waaronder Cartorhynchus, die duiden op een dieet dat ten minste gedeeltelijk is gebaseerd op dieren met een harde schaal. In 2020 voerden Huang en collega's een voorouderkenmerkenreconstructie uit van tanden bij ichthyosauromorfen. Probabilistische methoden suggereerden dat afgeronde of platte tanden hoogstwaarschijnlijk vijf keer onafhankelijk evolueerden, terwijl methoden op basis van spaarzaamheid suggereerden dat ze drie tot vijf keer onafhankelijk evolueerden. Huang en collega's merkten op dat de ontwikkeling van molariforme tanden zich vele malen onafhankelijk voordeed bij waterdieren (waaronder meerdere afstammingslijnen van varanen, murenen, spariden en cichliden), en dus is de frequentie bij ichthyosauriformen niet ongebruikelijk hoog. Ze merkten ook op dat ichthyosauriformen uit het Vroeg-Trias over het algemeen kleine, ronde tanden hadden; de tanden van ichthyosauriformen uit het Midden-Trias waren meer divers in grootte en vorm, wat correleert met een grotere ongewervelde diversiteit. Ze suggereerden dus dat de diversificatie van ichthyosauriformen gedeeltelijk werd aangestuurd door de evolutie van prooien met harde schaal.
Echter, hupehsuchiërs en nasorostraïden stierven uiteindelijk uit op de grens tussen het Vroeg- en Midden-Trias, wat een 'taxonomisch knelpunt' veroorzaakte. Aan de grens leidden zeespiegelveranderingen en vulkanisme tot zuurstofarme oceanen, waardoor in gesteentelagen aan de grens een kenmerkende koolstofisotoopsignatuur ontstond, veroorzaakt door rottend organisch materiaal. Ichthyosauriformen herstelden zich niet in diversiteit na deze omzetting, waarbij de Sauropterygia en Saurosphargidae een tweede golf van diversificatie veroorzaakten die drie tot vijf miljoen jaar duurde.

## Paleobiologie

### Eetpatroon

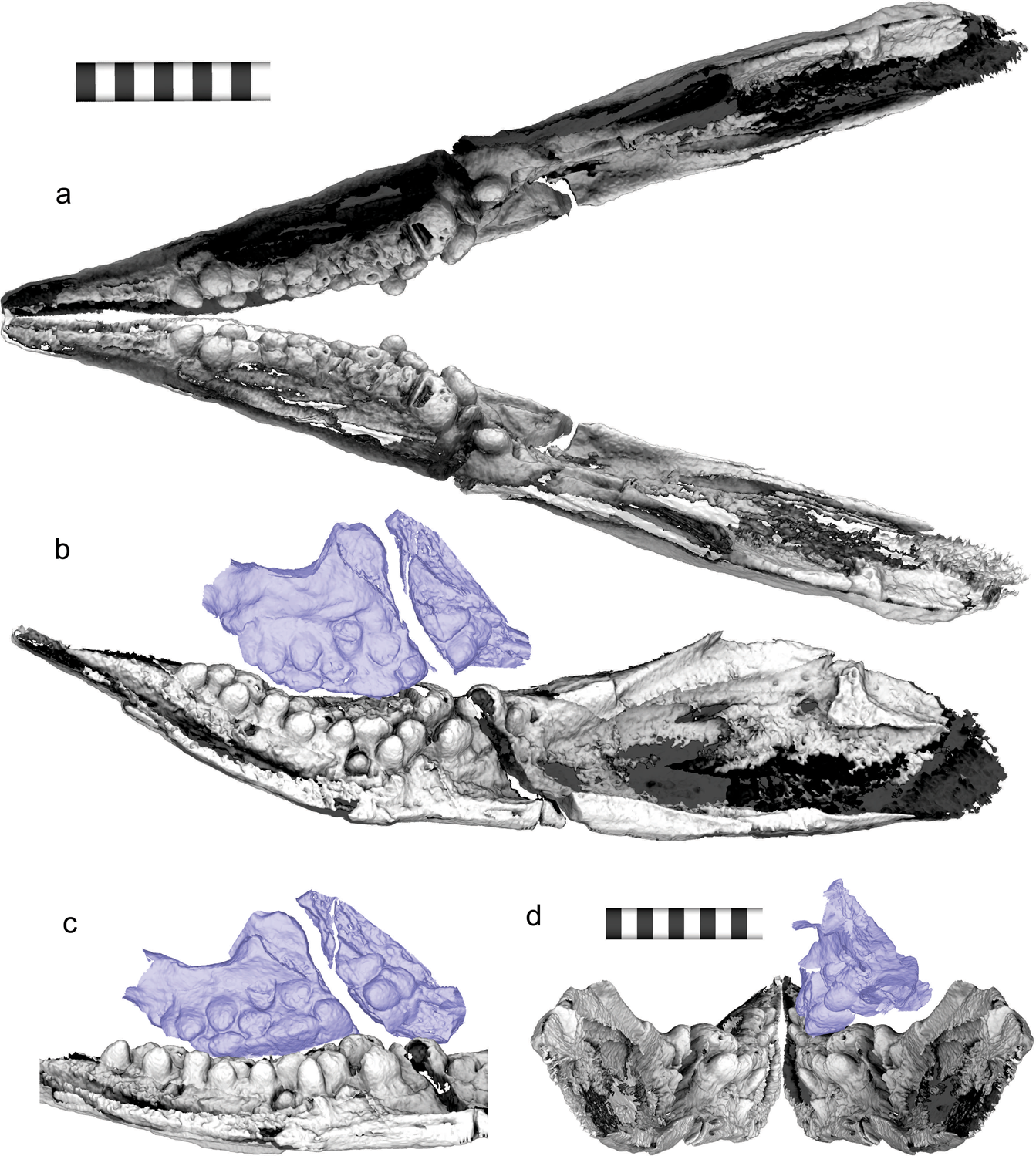
Reconstructie van de occlusie van de bovenkaken en onderkaken

Motani en collega's veronderstelden in 2014 dat Cartorhynchus een zuigvoeder was die zich voedde door de druk in zijn smalle snuit te concentreren. Dit werd verder ondersteund door de robuustheid van het hyoïde- en hyobranchiale element (dat de tong zou hebben verankerd) en hun onjuiste waarneming van tandenloosheid. Soortgelijke gevolgtrekkingen werden vervolgens gemaakt voor Sclerocormus. Shastasaurus en Shonisaurus werden eerder geïnterpreteerd als zuigvoedende ichthyosauriërs, maar een kwantitatieve analyse van ichthyosauriërs uit het Trias en Jura door Motani en collega's in 2013 toonde aan dat geen van deze voldoende robuuste hyobranchiale botten of voldoende smalle snuiten had om zuigvoeding mogelijk te maken.
De ontdekking van molariforme tanden bij Cartorhynchus bracht Huang en collega's in 2020 ertoe, te concluderen dat Cartorhynchus durofaag was en zich voedde met prooien met een harde schaal. Ze merkten op dat dit niet in tegenspraak was met een zuigende levensstijl; sommige sparide vissen zijn zowel durofaag als zuigend. Ze suggereerden echter dat Cartorhynchus zich zou hebben beperkt tot het eten van kleine prooien. Wat de horizontale oriëntatie van de tanden betreft, namen ze slijtagevlakken waar die erop wezen dat de zijkanten van de tanden op elkaar sloten, in plaats van de kronen. Ze merkten echter op dat onder de hoge spanning van plettende beten tanden structureel het sterkst zijn aan hun uiteinden, niet aan hun zijkanten. Ze suggereerden dat de kaak mogelijk verdraaid was tijdens de conservering, of dat zachte weefsels zoals collageen die de tanden tijdens het leven overeind hielden, verloren zijn gegaan, hoewel ze toegaven dat geen van beide hypothesen de slijtagepatronen zouden kunnen verklaren. Ten slotte merkten ze op dat de ondertanden zonder overeenkomstige boventanden ongebruikelijk waren; ze vertonen geen slijtagepatronen en er is geen bewijs van spiermechanismen waardoor de onderkaken ten opzichte van de bovenkaken een horizontale beweging hadden kunnen uitvoeren. Daarom concludeerden ze dat deze tanden waarschijnlijk geen andere tanden konden raken.

### Ledematen en voortbeweging
Cartorhynchus had slecht verbeende ledematen ondanks zijn goed verbeende schedel en wervels. Motani en collega's suggereerden echter in 2014 dat het holotype desalniettemin nog een volwassene betrof, omdat veel vroeg divergerende leden van mariene reptielenlijnen slecht verstarde ledematen hadden door pedomorfose (het behoud van onvolwassen eigenschappen tot in de volwassenheid), hoewel niet uitgesloten kon worden dat het toch een juveniel was aangezien het bestaan van slechts één specimen vergelijking onmogelijk maakte.
In het geval van Cartorhynchus veronderstelden Motani en collega's dat de grote, vinachtige voorpoten hem in staat zouden hebben gesteld zich over land te verplaatsen, zodat hij een amfibische levenswijze zou hebben gehad. Door het uitgebreide kraakbeen bij het polsgewricht zou de flipper zonder elleboog hebben kunnen buigen. Jonge zeeschildpadden hebben vergelijkbare kraakbeenachtige vinnen die ze gebruiken om zich over het land te verplaatsen. Hoewel zijn vin niet bijzonder sterk zou zijn geweest, was Cartorhynchus relatief licht van gewicht, met een verhouding tussen lichaamsmassa en vinoppervlak die kleiner was dan die van Chaohusaurus. Door de gebogen vinnen konden ze dicht bij het lichaam worden gehouden, waardoor hun mechanische voordeel werd vergroot. Motani en collega's suggereerden dat andere eigenschappen van Cartorhynchus ook zouden hebben bijgedragen aan een amfibische levensstijl, waaronder de korte romp en snuit, en de verdikte ribben, die als ballast zouden hebben gediend en het dier zouden stabiliseren in kustwateren.
Een studie uit 2019 door Susana Gutarra en collega's gebruikte computergestuurde simulaties om het energieverlies van zwemmen bij ichthyosauriformen te schatten. Vroeg divergerende ichthyosauriformen met hagedisvormige lichamen en langwerpige staarten zonder staartvin, zoals Cartorhynchus, zouden anguilliforme (palingachtige) bewegingen hebben gebruikt, terwijl latere ichthyosauriformen met hogere, visachtige lichamen en goed gedefinieerde staartvinnen carangiforme (makreelachtige) bewegingen zouden hebben gebruikt, waarbij de romp stijver is en de staart de voornaamste stuwkracht levert. Algemeen wordt aangenomen dat anguilliform zwemmen minder efficiënt is dan carangiform zwemmen. Gutarra en collega's ontdekten inderdaad dat het energetische verlies van zwemmen bij een hoge snelheid van een meter per seconde vierentwintig tot tweeënveertig keer hoger was bij Cartorhynchus dan bij de ichthyosauriër Ophthalmosaurus (afhankelijk van of er rekening wordt gehouden met de zwemmodus), en de waterweerstandscoëfficiënt vijftien procent hoger was dan die van de tuimelaar. Cartorhynchus zou echter waarschijnlijk met lagere snelheden hebben gezwommen, waardoor minder efficiëntie nodig was, en de voordelen van carangiform zwemmen bij latere, grotere ichthyosauriformen werden ook verminderd door een grotere lichaamsgrootte.

## Paleo-ecologie
Beenderbed 633 van de Majiashan-steengroeve, de locatie waar Cartorhynchus werd gevonden, is een laag grijze kleihoudende kalksteen die zich dertien meter boven de basis van de bovenste afzetting van de Nanlinghu-formatie bevindt. Hij wordt boven en onder gedefinieerd door lagen geelachtige mergel. In termen van biostratigrafie van ammoniet behoort dit beenderbed tot de Subcolumbites-zone. Er zijn datumschattingen met hoge resolutie gemaakt voor de oude lagen uit het Olenekien die zijn blootgelegd in de Majiashan-groeve op basis van isotopenregistraties van koolstof-13-cycli en spectrale gammastralingslogaritmen (die de hoeveelheid straling meten in gesteenten van astronomische oorsprong); beenderbed 633 in het bijzonder werd geschat op 248,41 miljoen jaar oud. Tijdens het Midden-Trias werden de Chaohu-lagen afgezet in een oceanisch bekken relatief ver van de kust, dat in het zuiden werd begrensd door ondieper water en carbonaatplatforms, en in het noorden door een continentale helling en diepere bekkens.
De ichthyosauriformen Sclerocormus en Chaohusaurus worden beide gevonden in de Majiashan Quarry samen met Cartorhynchus. Sclerocormus is bekend uit het jongere beenderbed 719 (248,16 miljoen jaar geleden), terwijl Chaohusaurus in beide beenderbedden voorkomt. De sauropterygiër Majiashanosaurus is bekend uit beenderbed 643. De visdiversiteit in de Majiashan-steengroeve is armer dan in andere vindplaatsen; de meest voorkomende vis is Chaohuperleidus, het oudst bekende lid van de Perleidiformes, maar een soort van de wijdverbreide Saurichthys en verschillende onbeschreven vissen zijn ook bekend. Potentiële ongewervelde prooien voor Cartorhynchus zijn onder meer kleine ammonieten en tweekleppigen, en de thylacocephalide geleedpotige Ankitokazocaris.